# Liste der Biografien/Rau
Liste der Biografien |
Portal Biografien |
Personensuche
# |
A |
B |
C |
D |
E |
F |
G |
H |
I |
J |
K |
L |
M |
N |
O |
P |
Q |
R |
S |
T |
U |
V |
W |
X |
Y |
Z |
?
 
Ra |
Rb |
Rd |
Re |
Rh |
Ri |
Rj |
Rk |
Rl |
Rm |
Rn |
Ro |
Rr |
Rs |
Rt |
Ru |
Rv |
Rw |
Rx |
Ry |
Rz
 
Raa |
Rab |
Rac |
Rad |
Rae–Rah |
Rai |
Raj |
Rak |
Ral |
Ram |
Ran |
Rao |
Rap |
Raq |
Rar |
Ras |
Rat |
Rau |
Rav |
Raw |
Rax |
Ray |
Raz
Die Liste der Biografien führt alle Personen auf, die in der deutschsprachigen Wikipedia einen Artikel haben. Dieses ist eine Teilliste mit 925 Einträgen von Personen, deren Namen mit den Buchstaben „Rau“ beginnt.

## Rau
- Rau von Holzhausen, Franz Carl Ernst Wilhelm (1775–1830), deutscher Oberforstmeister und Abgeordneter
- Rau von und zu Holzhausen, Carl (1804–1862), Jurist und Abgeordneter
- Rau von und zu Holzhausen, Ferdinand (1818–1856), Gutsbesitzer und Abgeordneter
- Rau von und zu Holzhausen, Otto (1813–1866), Gutsbesitzer und Abgeordneter
- Rau, Albert (* 1960), kasachischer Politiker
- Rau, Ambrosius (1784–1830), deutscher Naturforscher und Professor in Würzburg
- Rau, Andrea (* 1947), deutsche Filmschauspielerin und Sexdarstellerin
- Rau, Andrea (* 1977), deutsche Kieferchirurgin und Hochschullehrerin
- Rau, Andreas (1858–1935), deutscher Gastwirt, Politiker (SPD) und Abgeordneter
- Rau, Ansgar (* 1959), deutscher Hörfunkjournalist
- Rau, Arthur (1895–1962), deutsch-israelischer Jurist
- Rau, Benegal Narsing (1887–1953), indischer Jurist und Richter am Internationalen Gerichtshof
- Rau, Bob (1951–2002), US-amerikanischer Informatiker
- Rau, Brigitte (1933–1979), deutsche Schauspielerin
- Rau, Christian (1744–1818), deutscher Rechtswissenschaftler
- Rau, Christian August Maximilian (1800–1846), deutscher Politiker
- Rau, Christina (* 1956), deutsche Politologin und Witwe von Johannes RauChristina Rau (* 1956)

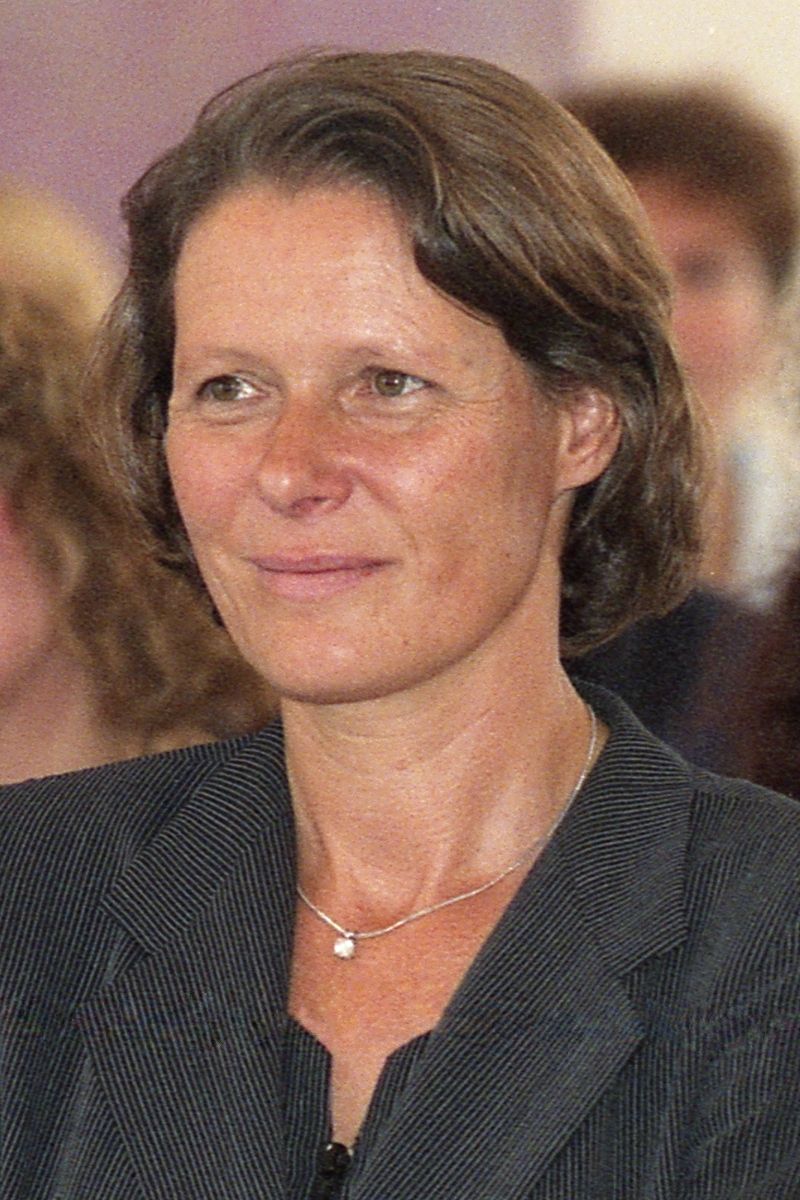
Christina Rau (* 1956)

- Rau, Cordula, deutsche Architektin, Publizistin, Kuratorin
- Rau, Daniel (* 1982), deutscher Eishockeyspieler
- Rau, Dominic (* 1990), deutscher Fußballspieler
- Rau, Eckhard (1938–2011), deutscher evangelischer Neutestamentler
- Rau, Edmund (1868–1953), deutscher Jurist
- Rau, Emil, deutscher Eishockeyspieler
- Rau, Emil (1858–1937), deutscher Maler
- Rau, Ernst (1839–1875), deutscher Bildhauer
- Rau, Ernst (1927–2012), deutscher Fechter
- Rau, Erwin (1918–1995), deutscher Konteradmiral der Bundesmarine
- Rau, Fernand (1940–1994), luxemburgischer Ökonom und Politiker (CSV, ADR), Mitglied der Chambre
- Rau, Franz (1888–1937), russlanddeutscher römisch-katholischer Geistlicher und Märtyrer
- Rau, Friedrich (1916–2001), deutscher Jurist und Politiker (SPD), MdB
- Rau, Friedrich (* 1983), deutscher Musicaldarsteller, Sänger und Songwriter
- Rau, Fritz, deutscher Eishockeyspieler
- Rau, Fritz (1904–1933), deutscher Widerstandskämpfer und Kommunist
- Rau, Fritz (1930–2013), deutscher Konzert- und TourneeveranstalterFritz Rau (1930–2013)

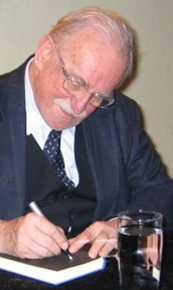
Fritz Rau (1930–2013)

- Rau, Georg (1892–1964), deutscher Politiker (NSDAP), MdR
- Rau, Gerhard (1934–2022), deutscher evangelischer Theologe
- Rau, Gottlieb (1816–1854), deutscher Industrieller, Publizist, Politiker und republikanischer Agitator in der deutschen Revolution (1848)
- Rau, Gretchen (1939–2006), US-amerikanische Bühnenbildnerin und Filmausstatterin
- Rau, Günther (* 1930), deutscher Fußballspieler
- Rau, Gustav (* 1878), deutscher Hürdenläufer
- Rau, Gustav (1880–1954), deutscher Hippologe
- Rau, Gustav (1922–2002), deutscher Arzt, Philanthrop und Kunstsammler
- Rau, Hans (1881–1961), deutscher Physiker
- Rau, Hans (1916–1986), deutscher Malermeister und Politiker (CSU), MdL Bayern
- Rau, Hans (1925–1995), deutscher Jurist und Politiker (FDP)
- Rau, Harald (* 1965), deutscher Kommunikationswissenschaftler, Medienökonom, Autor und Journalist
- Rau, Heimo (1912–1993), deutscher Indologe
- Rau, Heinrich (1879–1963), deutscher Politiker (KPD, USPD, SPD)
- Rau, Heinrich (1896–1965), israelischer Architekt, Innenarchitekt, Stadt- und Raumplaner
- Rau, Heinrich (1899–1961), deutscher Politiker (KPD, SED), MdV, Minister für Maschinenbau und für Außenhandel und Innerdeutschen Handel
- Rau, Helmut (* 1950), deutscher Politiker (CDU), MdL
- Rau, Heribert (1813–1876), deutscher Pfarrer, Schriftsteller und Theologe
- Rau, Horst (1949–2020), deutscher Fußballspieler und -trainer
- Rau, Hugo (1856–1940), württembergischer Oberamtmann
- Rau, Ines (* 1990), französisches Model
- Rau, Johann (1673–1733), evangelischer Geistlicher, Propst an St. Nikolai (Berlin)
- Rau, Johann Christian († 1721), deutscher Opernsänger (Bass), Kapellmeister des Markgrafen von Brandenburg-Ansbach und Komponist
- Rau, Johann Eberhard (1695–1770), deutscher evangelischer Theologe und Hochschullehrer
- Rau, Johann Georg (1809–1872), deutscher katholischer Geistlicher und nassauischer Politiker
- Rau, Johannes (1931–2006), deutscher Politiker (SPD), MdL, Ministerpräsident von Nordrhein-Westfalen, Bundespräsident von DeutschlandJohannes Rau (1931–2006)

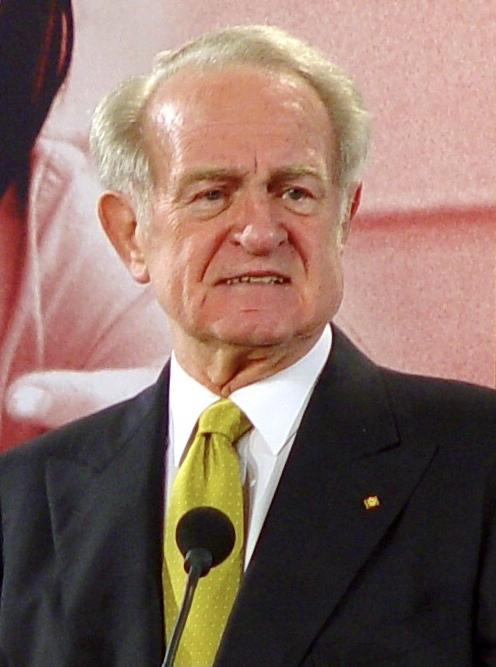
Johannes Rau (1931–2006)

- Rau, Johannes Jacobus (1668–1719), deutscher Mediziner
- Rau, Jörn (1922–2007), deutscher Architekt
- Rau, K. Ananda (1893–1966), indischer Mathematiker
- Rau, Karl Heinrich (1792–1870), deutscher Nationalökonom, Agrarwissenschaftler
- Rau, Kyle (* 1992), US-amerikanischer Eishockeyspieler
- Rau, Lieselotte (1929–2017), deutsche Schauspielerin
- Rau, Lisa (* 1987), deutsche Comiczeichnerin und Illustratorin
- Rau, Ludwig (1821–1892), deutscher Arzt, Landwirtschaftslehrer und ehemaliger Direktor der Landwirtschaftlichen Akademie Hohenheim
- Rau, Markus (* 1973), deutscher Leichtathlet
- Rau, Micha (* 1957), deutscher Autor
- Rau, Milo (* 1977), Schweizer Regisseur, Theaterautor, Journalist, Essayist und WissenschaftlerMilo Rau (* 1977)

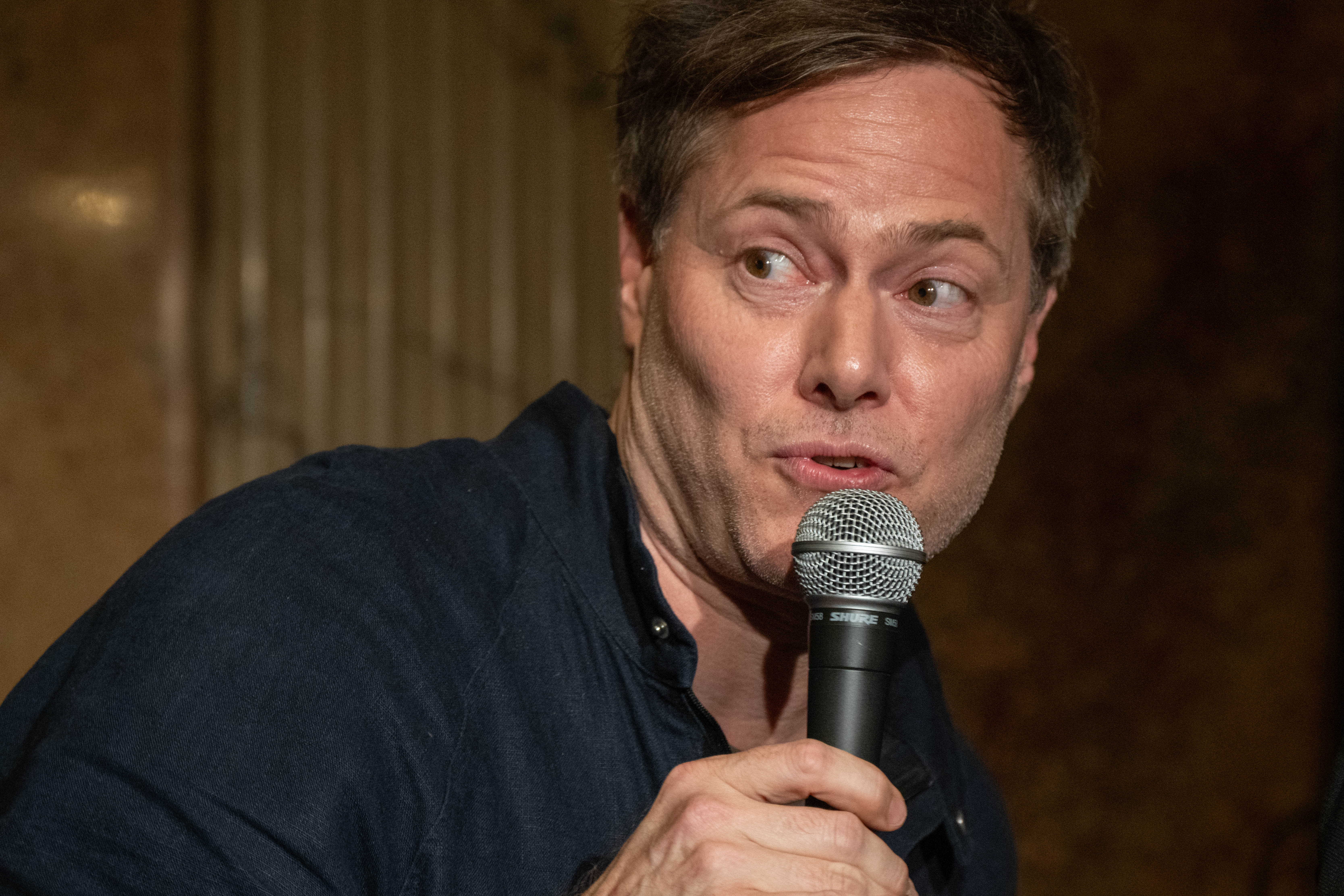
Milo Rau (* 1977)

- Rau, Okka (* 1977), deutsche Beachvolleyballspielerin
- Rau, Oliver (* 1968), deutscher Leichtgewichtsruderer
- Rau, Paul (1897–1930), wolgadeutscher Archäologe und Volkskundler
- Rau, Peter (* 1940), deutscher Bibliothekar und Altphilologe
- Rau, Peter-Jürgen (1936–2022), deutscher Politiker (FDP), MdL
- Rau, Prabha (1935–2010), indische Politikerin
- Rau, Reinhold (1896–1971), deutscher Gymnasiallehrer und Historiker
- Rau, Reinhold Eugen (1932–2006), deutscher Tierpräparator
- Rau, Remo (1927–1987), Schweizer Jazzmusiker und Komponist
- Rau, Richard (1889–1945), deutscher Sprinter und Olympiateilnehmer
- Rau, Rolf (* 1944), deutscher Politiker (CDU), MdB
- Rau, Sabine (* 1959), deutsche Fernsehjournalistin
- Rau, Sebald († 1818), deutscher orientalischer Philologe und reformierter Theologe
- Rau, Sebald Fulco Johannes (1765–1807), niederländischer Dichter, reformierter Theologe und Orientalist
- Rau, Steffen (* 1970), deutscher Fußballtrainer
- Rau, Susanne (* 1969), deutsche Historikerin und Hochschullehrerin
- Rau, Thomas (* 1936), deutscher Synchronsprecher
- Rau, Thomas (* 1950), Schweizer Arzt und Fachbuchautor
- Rau, Tobias (* 1981), deutscher FußballspielerTobias Rau (* 1981)
- Rau, Uwe, deutscher Physiker

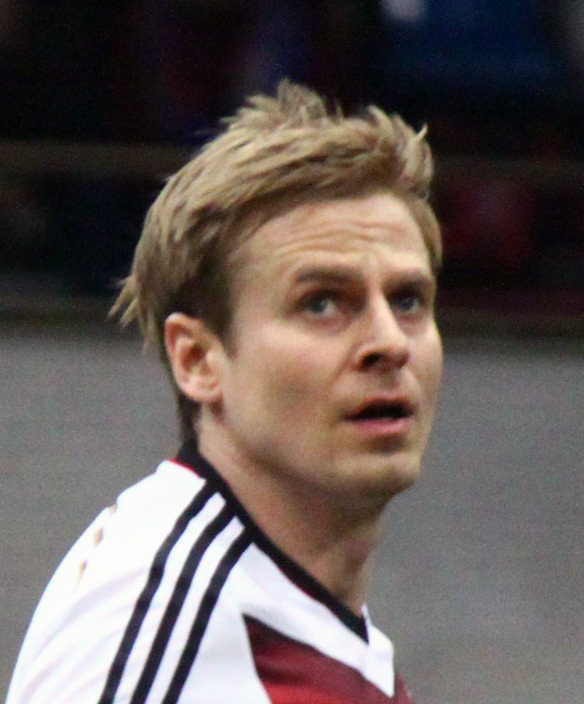
Tobias Rau (* 1981)

- Rau, Walter (1909–1976), deutscher Politiker (CDU)
- Rau, Walter (* 1910), deutscher Fußballspieler
- Rau, Werner (1927–2013), deutscher Biologe und Hochschullehrer an der Ludwig-Maximilians-Universität München
- Rau, Wilhelm (1922–1999), deutscher Indologe
- Rau, Wolfgang (* 1935), deutscher Schauspieler bei Bühne und Fernsehen
- Rau, Wolfgang Thomas (1721–1772), deutscher Arzt
- Rau, Yannick (* 2001), deutscher Nachwuchsschauspieler
- Rau, Zbigniew (* 1955), polnischer Politiker und Rechtswissenschaftler

### Raub
- Raub, Andreas (* 1967), deutscher freischaffender Künstler
- Raub, Annelise (1933–2015), deutsche Literaturwissenschaftlerin
- Raub, Daniel (* 1981), deutscher Koch
- Raub, Max (1926–2019), österreichischer Kanute
- Raub, Wolfgang (* 1954), deutscher Koch
- Raubaba, Yanes (* 1974), indonesischer Sprinter
- Raubal, Andreas (* 1974), deutscher Eishockeyspieler und -trainer
- Raubal, Anton (1968–2024), deutscher Eishockeyspieler
- Raubal, Geli (1908–1931), österreichische Nichte Adolf Hitlers
- Raubal, Leo (1906–1977), österreichischer Neffe Adolf Hitlers
- Raubal, Martin (* 1968), österreichischer Hochschuldozent für Geoinformations-Engineering
- Rauball, Reinhard (* 1946), deutscher Politiker (SPD), Rechtsanwalt und Fußballfunktionär
- Raubaum, Lena (* 1984), österreichische Autorin
- Raube, Artur (1888–1942), Kaufmann und Stadtrat in Danzig (USPD, KPD)
- Raubenheimer, Marc (1952–1983), südafrikanischer Pianist
- Rauber Saxer, Andrea (* 1968), Schweizer Diplomatin
- Rauber, Andreas, österreichischer Informatiker
- Rauber, Andreas Eberhard (1507–1575), Hofkriegsrat
- Rauber, August (1841–1917), deutscher Anatom
- Räuber, August (* 1893), deutscher Landwirt und Politiker (NSDAP)
- Rauber, Christophorus († 1536), Bischof von Laibach (1494–1536), Landeshauptmann von Krain, Statthalter von Niederösterreich
- Räuber, Ella (1874–1963), deutsche Malerin und Grafikerin
- Räuber, Felix (* 1984), deutscher Sänger, Songwriter und MusikproduzentFelix Räuber (* 1984)

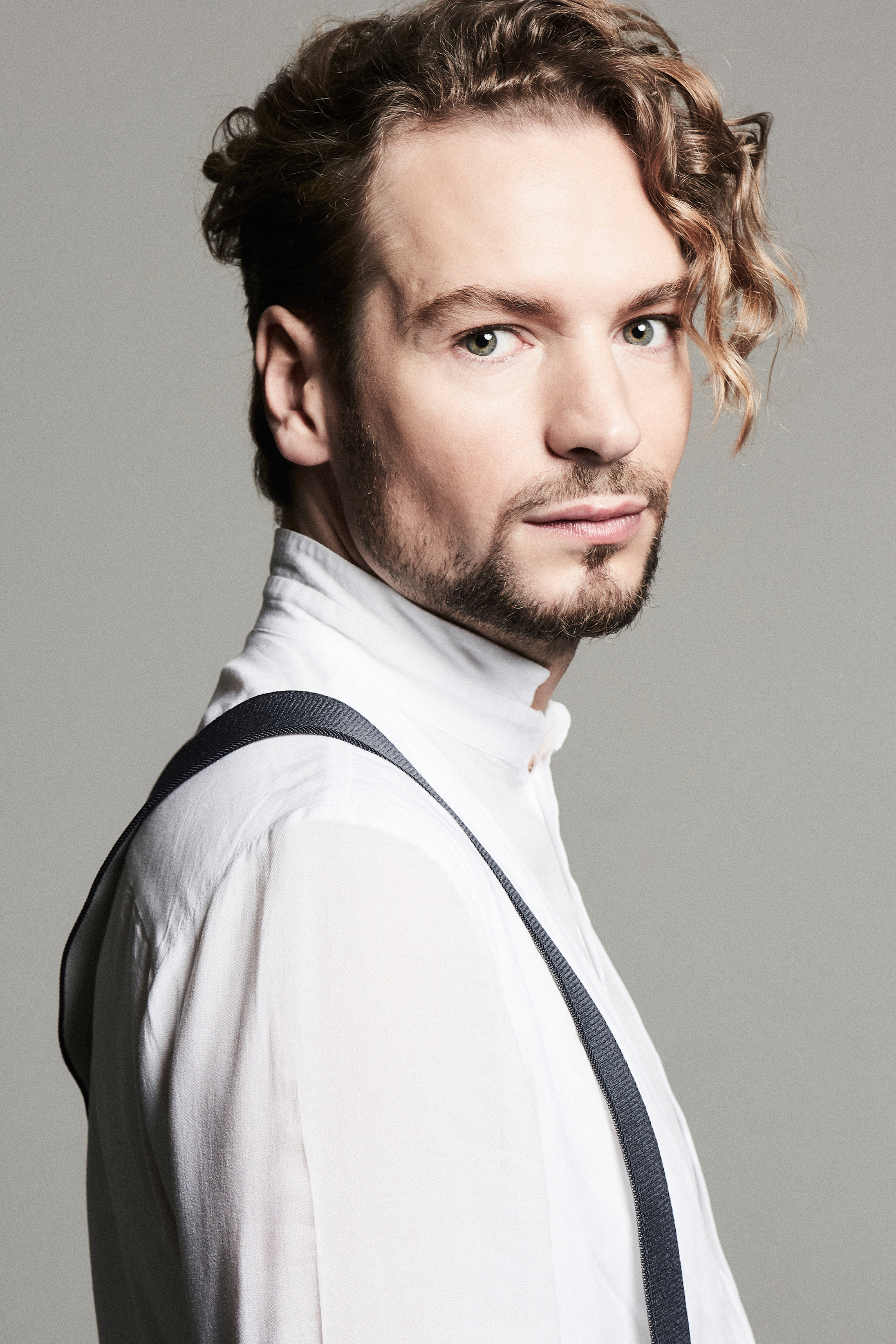
Felix Räuber (* 1984)

- Rauber, François (1933–2003), französischer Pianist, Komponist, Arrangeur und Orchesterleiter
- Rauber, Heinz (* 1953), deutscher Politiker (SPD), MdL
- Rauber, Helmut (* 1945), deutscher Politiker (CDU), MdL, MdB
- Rauber, Hermann (1948–2023), Schweizer Historiker und Publizist
- Rauber, Karl (1866–1909), Schweizer Maler
- Rauber, Karl (* 1952), deutscher Politiker (CDU), MdL
- Rauber, Karl-Josef (1934–2023), deutscher Geistlicher, römisch-katholischer Erzbischof und Diplomat des Heiligen Stuhls
- Rauber, Klaus (1940–2017), deutscher Politiker (CDU), MdV, MdB
- Rauber, Thomas (* 1966), Schweizer Unternehmer und Politiker (CVP)
- Rauber, Urs (* 1948), Schweizer Journalist und Schriftsteller
- Räuber, Wilhelm (1849–1926), deutscher Porträt-, Genre- und Historienmaler
- Raubitschek, Antony E. (1912–1999), US-amerikanischer Althistoriker und Epigraphiker österreichischer Herkunft
- Raubitschek, Isabelle (1914–1988), US-amerikanische Klassische Archäologin
- Raubitschek, Trude († 1987), österreichisch-australische Sportlerin
- Raubold, Horst (* 1951), deutscher Fußballspieler und -trainer
- Raubold, Joachim (1938–2003), deutscher Politiker (SPD), MdL

### Rauc
- Rauca, Helmut (1908–1983), deutsch-kanadischer Täter des Holocaust
- Rauca, Reglindis (* 1967), deutsche Schriftstellerin und Schauspielerin
- Raucamp, Lothar (1905–1985), deutscher Transportunternehmer
- Rauch, Adolf von (1798–1882), deutscher Papierfabrikant
- Rauch, Adolf von (1805–1877), preußischer Kavallerieoffizier, Kammerherr und Hofmarschall der Prinzessin Luise von Preußen
- Rauch, Adrian (1731–1802), böhmischer Ordensgeistlicher, Historiker und Lehrer
- Rauch, Albert (1908–1970), österreichischer Kunsterzieher, Maler und Bürgermeister
- Rauch, Albert (1933–2015), deutscher römisch-katholischer Priester
- Rauch, Albert von (1829–1901), preußischer General der Infanterie
- Rauch, Alexander (* 1943), deutscher Kunsthistoriker
- Rauch, Alfred (1893–1977), deutscher Ingenieur und Politiker (CDU), MdL
- Rauch, Alfred de (1887–1985), französischer Eishockeyspieler
- Rauch, Alfred von (1824–1900), preußischer General der Kavallerie
- Rauch, Alice (1870–1926), deutsche Schauspielerin
- Rauch, Andrea (1939–2013), Schweizer Brigadier
- Rauch, Andreas († 1656), österreichischer Komponist des Barock
- Rauch, Andreas M. (* 1961), deutscher Politikwissenschaftler
- Rauch, Anita (* 1967), deutsche Humangenetikerin und Hochschullehrerin
- Rauch, Bernd (* 1943), deutscher Fußballfunktionär, Ehren-Vizepräsident des FC Bayern München
- Rauch, Bonaventura von (1740–1814), preußischer Generalmajor
- Rauch, Bonifaz (1873–1949), deutscher Benediktiner, Lehrer und Schriftsteller
- Rauch, Carl (* 1982), österreichischer Manager, Verlagsleiter und Autor
- Rauch, Christian (1813–1887), deutscher Pädagoge, Lehrbuchautor und Politiker
- Rauch, Christian (1877–1976), deutscher Kunsthistoriker
- Rauch, Christian Daniel (1777–1857), deutscher Bildhauer des deutschen KlassizismusChristian Daniel Rauch (1777–1857)

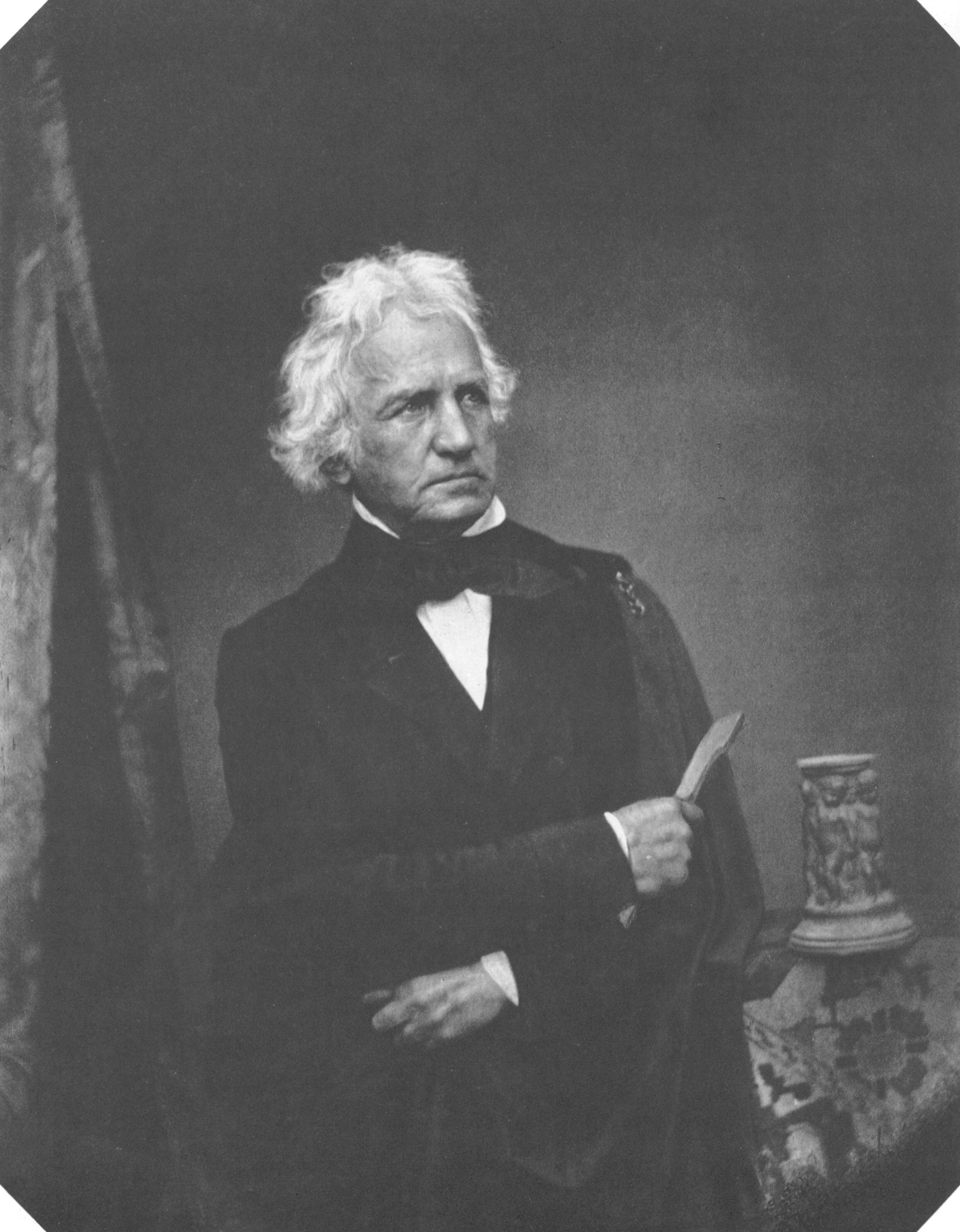
Christian Daniel Rauch (1777–1857)

- Rauch, Daniel (* 1923), deutscher Fußballspieler
- Rauch, Dorli (* 1950), deutsche Politikerin (Die Grünen), MdL
- Rauch, Eduard (1844–1931), Oberbürgermeister, Mitglied des Kurhessischen Kommunallandtages Kassel
- Rauch, Eduard (1900–1979), oberösterreichischer Politiker (ÖVP)
- Rauch, Egmont von (1829–1875), preußischer Oberst
- Rauch, Else (1888–1942), deutsche Lehrerin und NS-Opfer
- Rauch, Erich (1922–2003), österreichischer Arzt
- Rauch, Ernst (1797–1877), deutscher Kupferstecher, Stahlstecher und Zeichner
- Rauch, Ernst Andreas (1901–1990), deutscher Bildhauer (Holz, Stein, Bronze)
- Rauch, Erwin (1889–1969), deutscher Generalleutnant im Zweiten Weltkrieg
- Rauch, Esther (* 1985), österreichische Filmregisseurin und Drehbuchautorin
- Rauch, Federico (1790–1829), deutsch-argentinischer Offizier
- Rauch, Fedor von (1822–1892), preußischer Kavallerieoffizier, Oberstallmeister
- Rauch, Felicitas (* 1996), deutsche FußballspielerinFelicitas Rauch (* 1996)

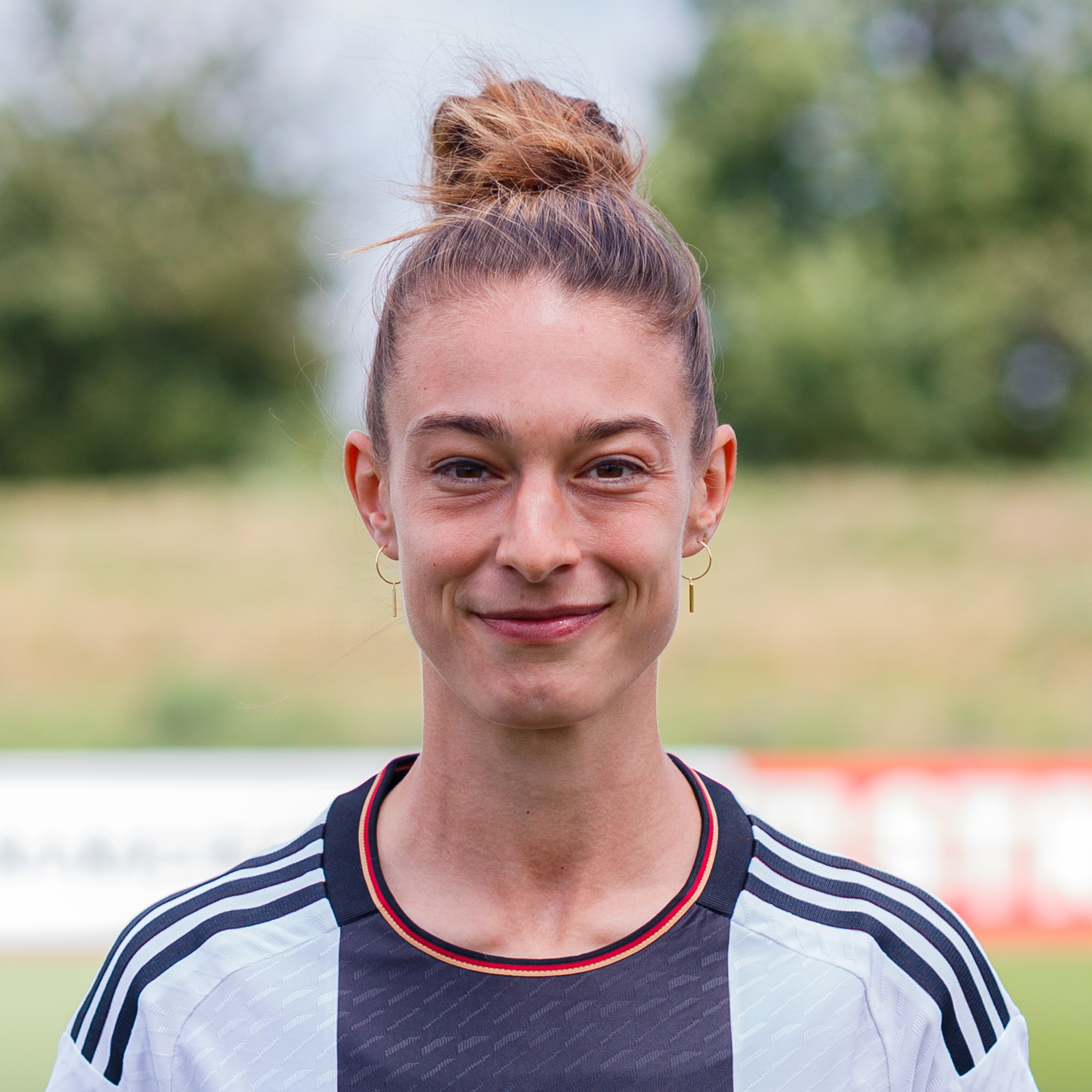
Felicitas Rauch (* 1996)

- Rauch, František (1910–1996), tschechischer Pianist und Musikpädagoge
- Rauch, Franz (1878–1960), deutscher Drehbuchautor
- Rauch, Fred (1909–1997), österreichisch-deutscher Autor und Hörfunkmoderator
- Rauch, Friederike von (* 1967), deutsche Fotografin
- Rauch, Friedrich (1859–1948), deutscher Politiker (SPD), MdR
- Rauch, Friedrich von (1823–1890), deutscher Fabrikant und Politiker
- Rauch, Friedrich von (1855–1935), preußischer General der Kavallerie
- Rauch, Friedrich Wilhelm Andreas (1871–1952), deutscher Landwirt und Mundartdichter
- Rauch, Friedrich Wilhelm von (1790–1850), preußischer Generalleutnant, Generaladjutant und Militärbevollmächtigter in Russland
- Rauch, Friedrich Wilhelm von (1827–1907), preußischer Generalleutnant
- Rauch, Friedrich Wilhelm von (1868–1899), preußischer Offizier
- Rauch, Fritz (1867–1916), deutscher Apotheker und Botaniker
- Rauch, Georg (1921–2008), mutmaßlicher Kriegsverbrecher
- Rauch, Georg Adolph Dietrich (1789–1864), deutsch-baltischer Mediziner
- Rauch, Georg von (1904–1991), deutscher Historiker und Hochschullehrer
- Rauch, Georg von (1947–1971), deutscher Linksradikaler
- Rauch, George W. (1876–1940), US-amerikanischer Politiker
- Rauch, Geraldine (* 1982), deutsche Mathematikerin, Präsidentin der TU Berlin
- Rauch, Günter (1935–2022), deutscher Historiker
- Rauch, Gustav von (1774–1841), preußischer General der Infanterie und KriegsministerGustav von Rauch (1774–1841)

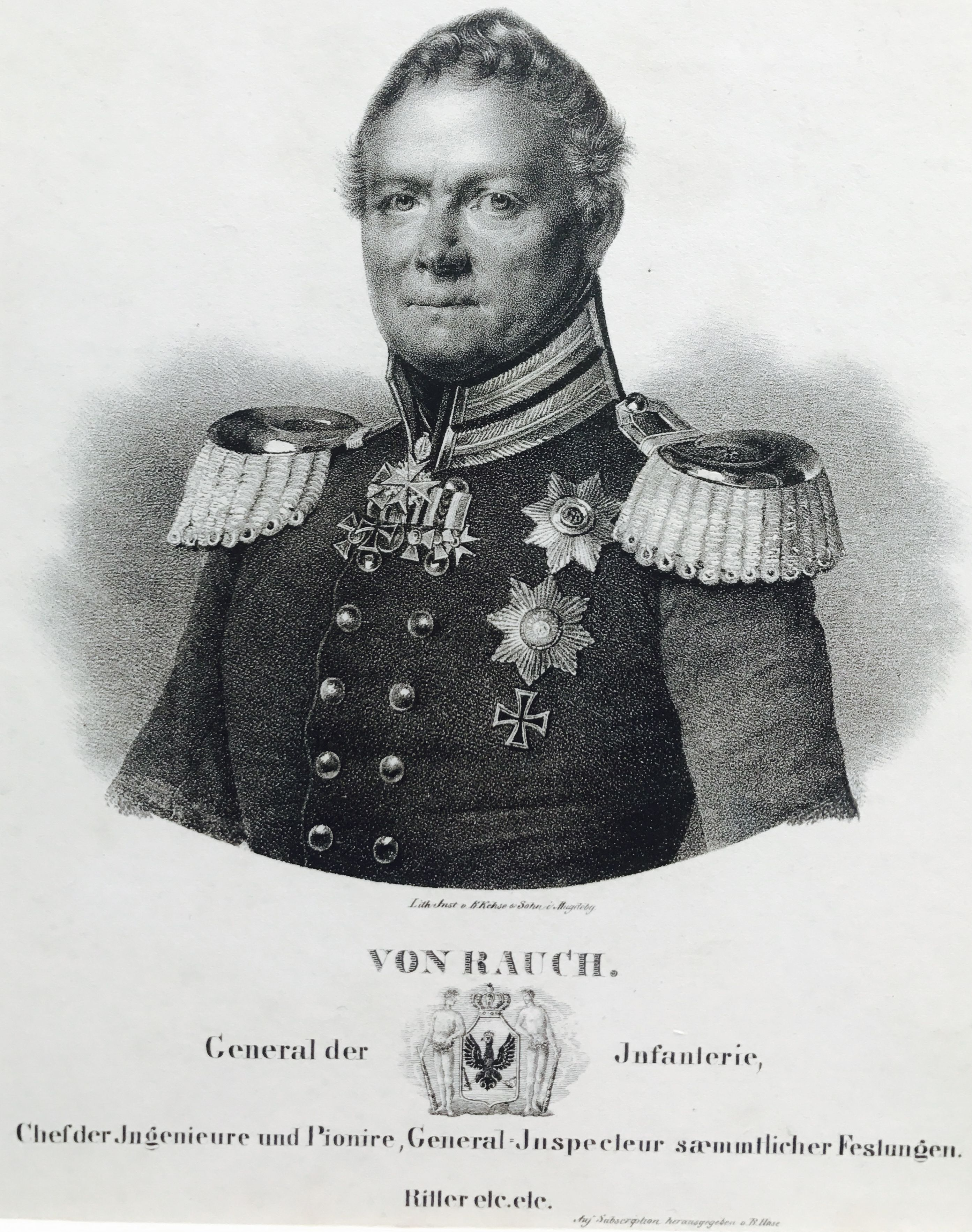
Gustav von Rauch (1774–1841)

- Rauch, Gustav Waldemar von (1819–1890), preußischer General der Kavallerie
- Rauch, Hans (1900–1966), österreichischer Journalist und Politiker, Landtagsabgeordneter der Steiermark
- Rauch, Hans-Georg (1939–1993), deutscher Zeichner, Cartoonist und Grafiker
- Rauch, Hans-Joachim (1909–1997), deutscher Psychiater, Neurologe und Hochschullehrer
- Rauch, Hans-Martin (* 1945), deutscher Landeskirchenmusikdirektor
- Rauch, Harry (1925–1979), US-amerikanischer Mathematiker
- Rauch, Harry (1928–2015), österreichischer Fußballspieler, -trainer und -funktionär
- Rauch, Heinz (1914–1962), deutscher Politiker (KPD/SED), Spanien- und Widerstandskämpfer
- Rauch, Helmut (1939–2019), österreichischer Kernphysiker
- Rauch, Hermann (1869–1954), deutscher Schauspieler, Theaterleiter und Autor
- Rauch, Hubert (1947–2016), österreichischer Politiker (ÖVP), Landtagsabgeordneter in Tirol
- Rauch, Ivo (* 1961), deutscher Kunsthistoriker, ausgebildeter Kunstglaser und Fachmann für mittelalterliche und neuzeitliche Glasmalerei
- Rauch, Jakob (1881–1956), deutscher katholischer Geistlicher
- Rauch, Jamie (* 1979), US-amerikanischer Schwimmer
- Rauch, Janette (* 1962), schweizerisch-deutsche SchauspielerinJanette Rauch (* 1962)

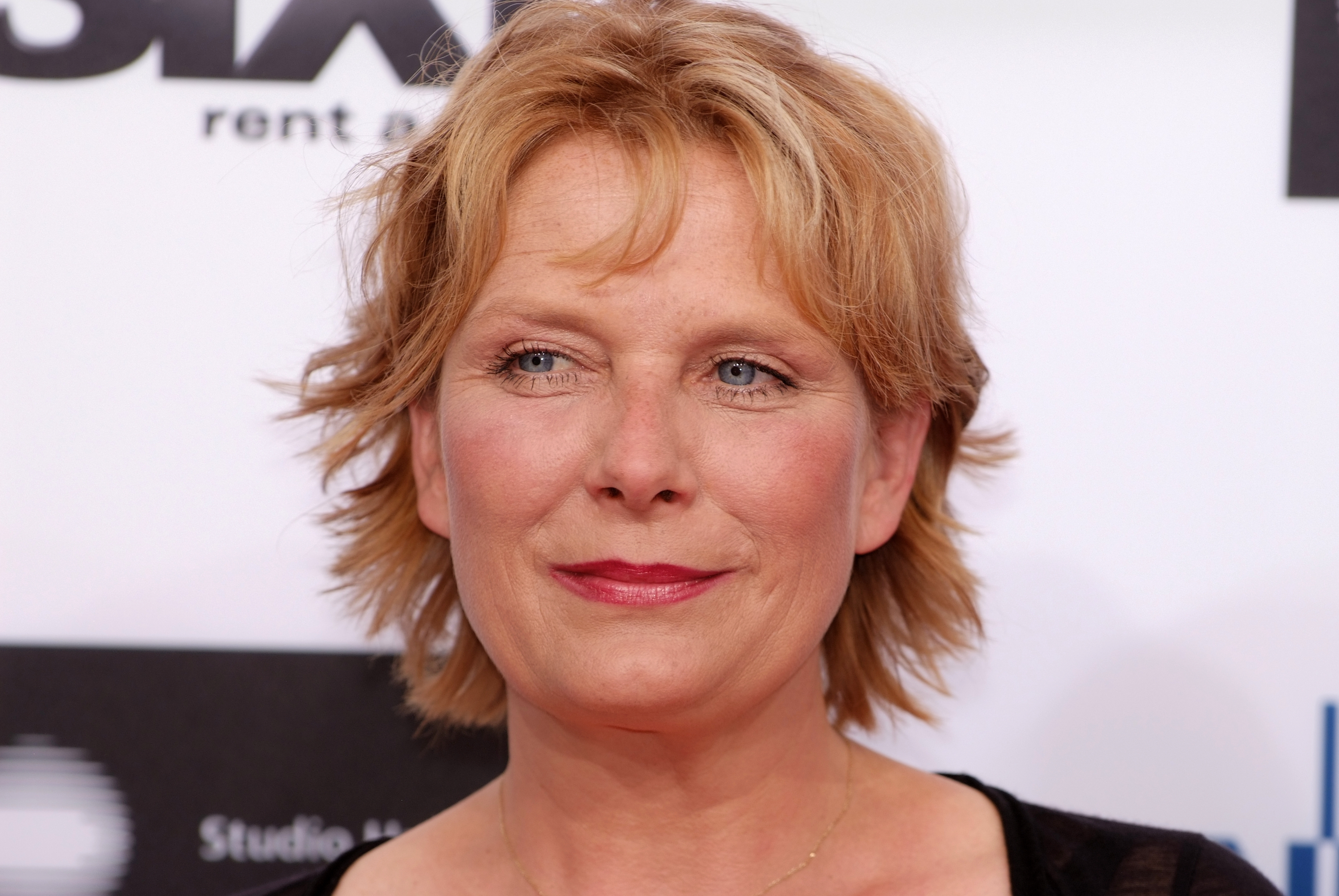
Janette Rauch (* 1962)

- Rauch, Jeffrey (* 1945), US-amerikanischer Mathematiker und mathematischer Physiker
- Rauch, Jenny (1880–1904), deutsche Theaterschauspielerin
- Rauch, Johann (1876–1936), deutscher Politiker (BVP), MdR
- Rauch, Johann Andreas (* 1575), deutscher Maler und Kartograph
- Rauch, Johann Baptist (1885–1963), deutscher Politiker (Zentrum, BVP), MdL
- Rauch, Johann Franz (1685–1750), österreichischer Arzt und kaiserlicher Leibmedicus in Wien
- Rauch, Johann Georg (1789–1851), Schweizer Unternehmer und Politiker
- Rauch, Johann Nepomuk (1804–1847), österreichischer Landschaftsmaler
- Rauch, Johannes (* 1959), österreichischer Politiker (GRÜNE), Gesundheitsminister
- Rauch, Johannes (* 1971), österreichischer Politiker (ÖVP), Abgeordneter zum Nationalrat, Landtagsabgeordneter in TirolJohannes Rauch (* 1971)

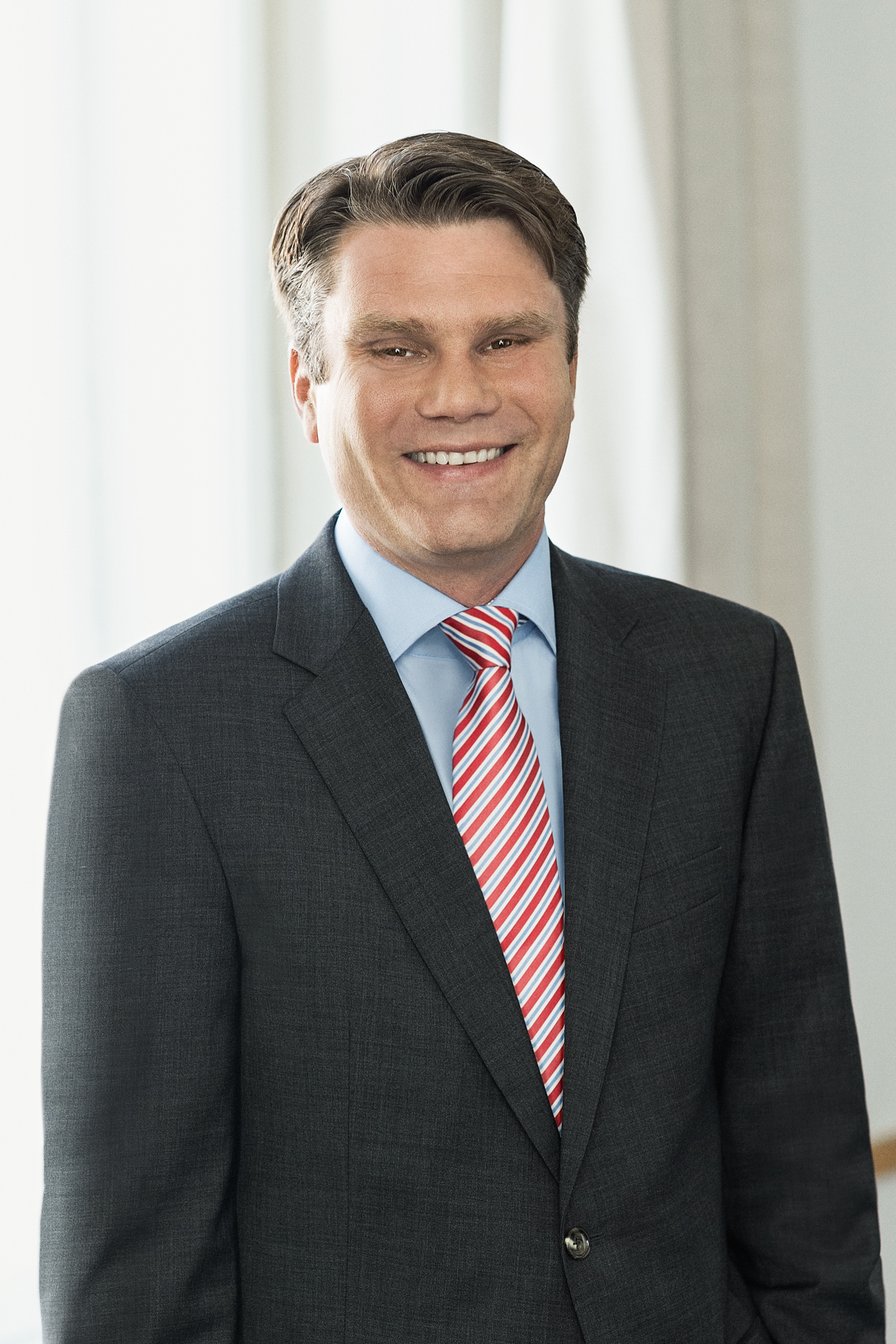
Johannes Rauch (* 1971)

- Rauch, Jonathan (* 1960), US-amerikanischer Autor
- Rauch, Josef (1867–1921), deutscher Bildhauer
- Rauch, Josef (* 1884), deutscher Kommunalpolitiker (CSU)
- Rauch, Josef (1898–1972), österreichischer Politiker (CS, ÖVP), Landtagsabgeordneter von Vorarlberg
- Rauch, Judith (* 1956), deutsche Journalistin
- Rauch, Julian (* 1988), österreichischer Handballspieler
- Rauch, Karl (* 1804), deutscher Kupferstecher, Stahlstecher und Architekturzeichner
- Rauch, Karl (1880–1953), österreichischer Rechtswissenschaftler, Rechtshistoriker und Hochschullehrer
- Rauch, Karl (1887–1945), deutscher Heimatdichter
- Rauch, Karl (1897–1966), deutscher Verleger, Autor und Übersetzer
- Rauch, Klothilde (1903–1990), österreichische Bildhauerin und Restauratorin
- Rauch, Laura (* 1987), österreichische Schauspielerin
- Rauch, Leopold von (1787–1860), preußischer GeneralmajorLeopold von Rauch (1787–1860)

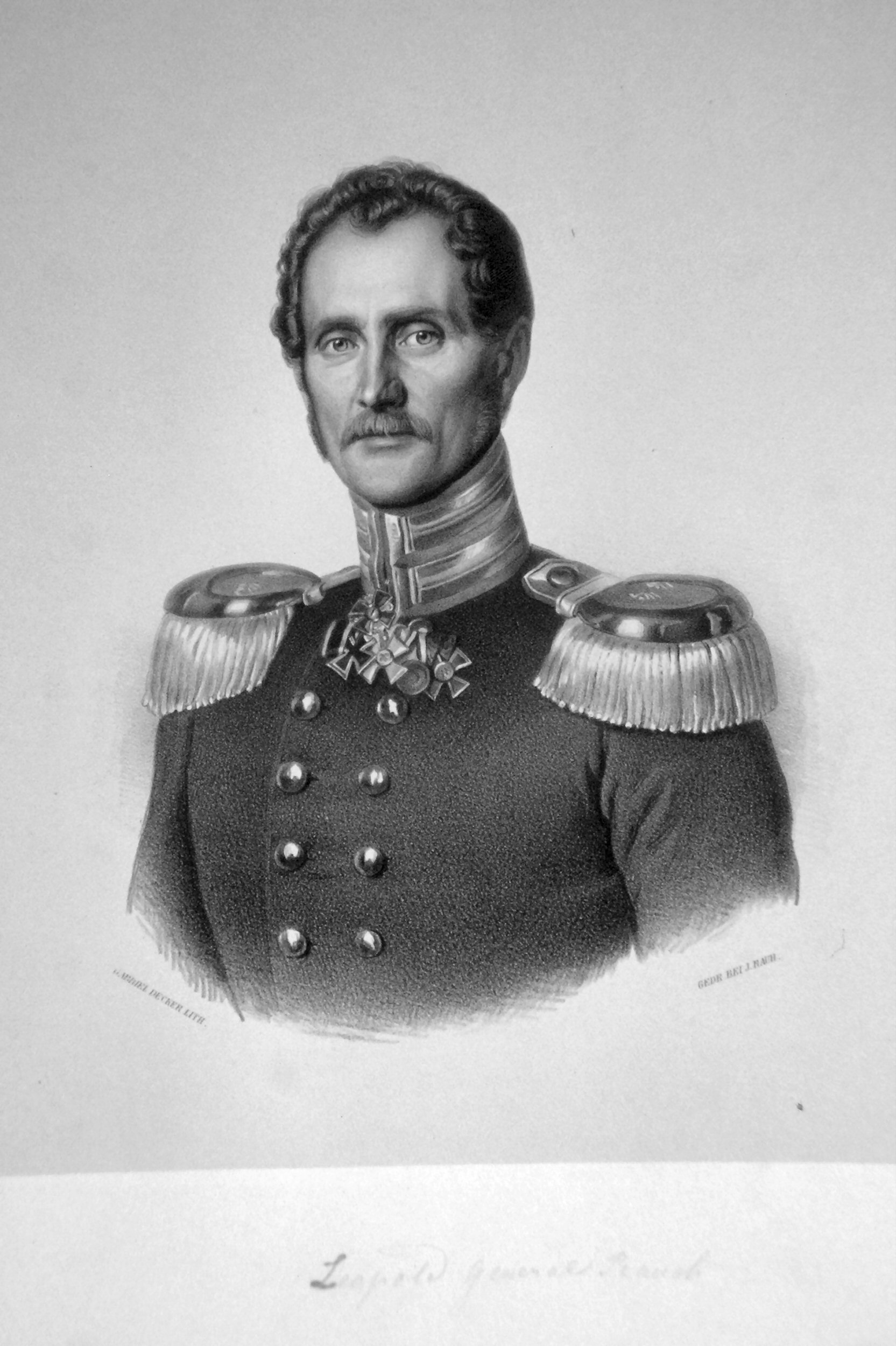
Leopold von Rauch (1787–1860)

- Rauch, Leopold von (1876–1955), deutscher Nachrichtenoffizier
- Rauch, Levin (1819–1890), kroatischer Adliger, Politiker und Staatsmann
- Rauch, Malte (* 1937), deutscher Publizist und Filmemacher
- Rauch, Martin (* 1965), Schweizer Eishockeyspieler
- Rauch, Mathias (* 1976), österreichischer Komponist, Arrangeur, Kapellmeister und Tubist
- Rauch, Matthew, US-amerikanischer Schauspieler
- Rauch, Matthias (* 1982), deutscher Zauberkünstler
- Rauch, Maurice (1910–1994), US-amerikanischer jüdischer Komponist, Chorleiter und Pianist
- Rauch, Meir (1909–1983), israelischer Schachkomponist und -meister polnischer Herkunft
- Rauch, Melissa (* 1980), US-amerikanische SchauspielerinMelissa Rauch (* 1980)

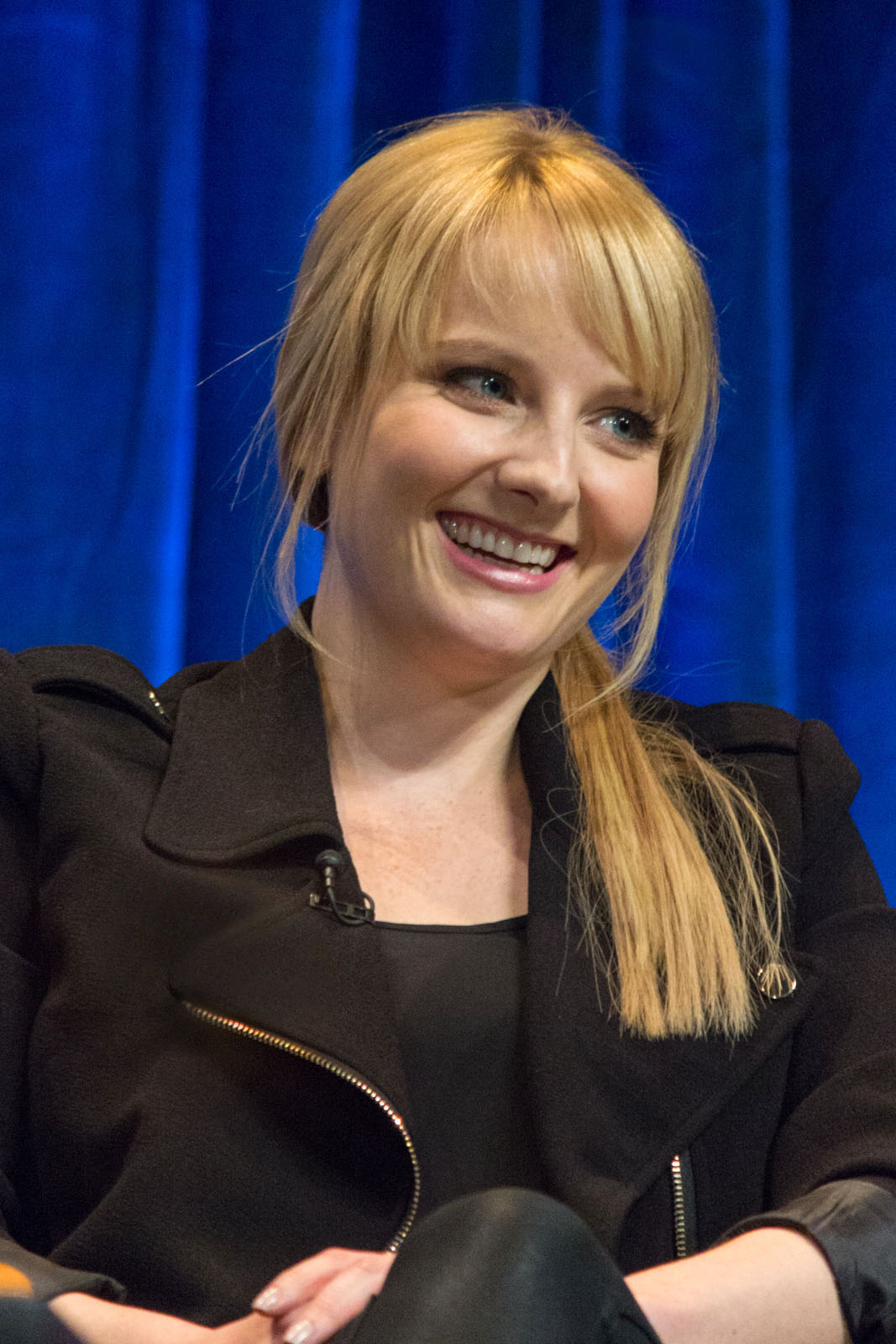
Melissa Rauch (* 1980)

- Rauch, Men (1888–1958), Schweizer Ingenieur, Politiker und Dichter
- Rauch, Moriz von (1794–1849), deutscher Papierfabrikant
- Rauch, Moriz von (1868–1928), deutscher Historiker und Archivar
- Rauch, Naren, US-amerikanischer Komponist und Gitarrist
- Rauch, Neo (* 1960), deutscher Maler und Hochschullehrer
- Rauch, Nikolaus von (1851–1904), preußischer Oberst
- Rauch, Oscar (1907–1991), Schweizer Fussballspieler
- Rauch, Pavao (1865–1933), kroatischer Adliger, Politiker und Staatsmann
- Rauch, Peter (1495–1558), deutscher römisch-katholischer Theologe, Titularbischof in Athyra und Weihbischof in Bamberg
- Rauch, Peter (* 1947), deutscher Schauspieler, Theaterregisseur und Hörspielsprecher
- Rauch, Peter (* 1950), deutscher Handballspieler, -schiedsrichter und -funktionär
- Rauch, Ralf (* 1950), deutscher Kommunalpolitiker (SPD), Oberbürgermeister von Gera
- Rauch, Raphael (* 1985), deutscher Journalist, Historiker und römisch-katholischer Theologe
- Rauch, Richard (1897–1977), deutscher Bergwerks- und Gewerkschaftsfunktionär und Politiker
- Rauch, Richard (* 1985), österreichischer Koch
- Rauch, Robert (* 1958), deutscher Bergsteiger
- Rauch, Rosalie von (1820–1879), Gräfin von Hohenau
- Rauch, Rose (1912–1988), deutsche Schauspielerin und Sängerin
- Rauch, Rudolf (1892–1964), österreichischer Sprinter, Weitspringer und Speerwerfer
- Rauch, Sandra (* 1967), deutsche Künstlerin
- Rauch, Sebastian (* 1981), deutscher Fußballtorhüter
- Rauch, Sibylle (* 1960), deutsche Schauspielerin und Pornodarstellerin
- Rauch, Siegfried (1906–1996), deutscher Motorjournalist und Autor
- Rauch, Siegfried (1932–2018), deutscher SchauspielerSiegfried Rauch (1932–2018)

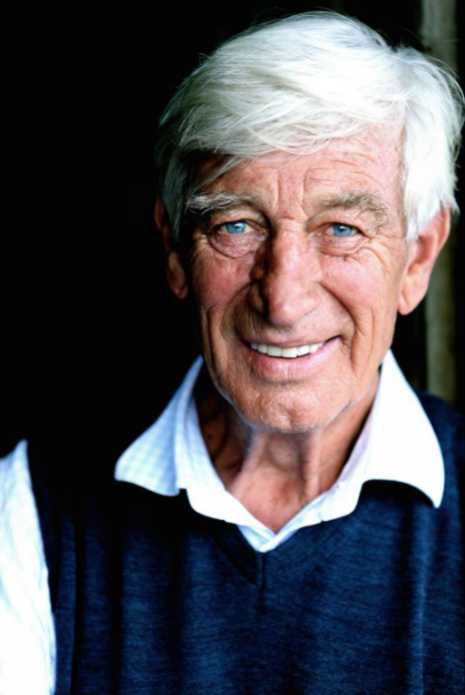
Siegfried Rauch (1932–2018)

- Rauch, Steffen Gregor (* 1964), deutscher Jurist, Richter am Bundesfinanzhof
- Rauch, Theo (* 1945), Diplom-Volkswirt, Wirtschafts- und Sozialgeograph
- Rauch, Thomas, deutscher American-Football-Spieler
- Rauch, Udo (* 1959), deutscher Archivar und Stadthistoriker
- Rauch, Walter (* 1961), österreichischer Landwirt und Politiker (ÖVP), Landtagsabgeordneter
- Rauch, Walter (* 1978), österreichischer Politiker (FPÖ), Abgeordneter zum Nationalrat
- Rauch, Wendelin (1885–1954), Erzbischof von Freiburg im Breisgau
- Rauch, Wolf (* 1952), österreichischer Informationswissenschaftler und Politiker, Landtagsabgeordneter
- Rauch-Kallat, Maria (* 1949), österreichische Unternehmerin und Politikerin (ÖVP), Abgeordnete zum Nationalrat und Bundesministerin, Mitglied des BundesratesMaria Rauch-Kallat (* 1949)

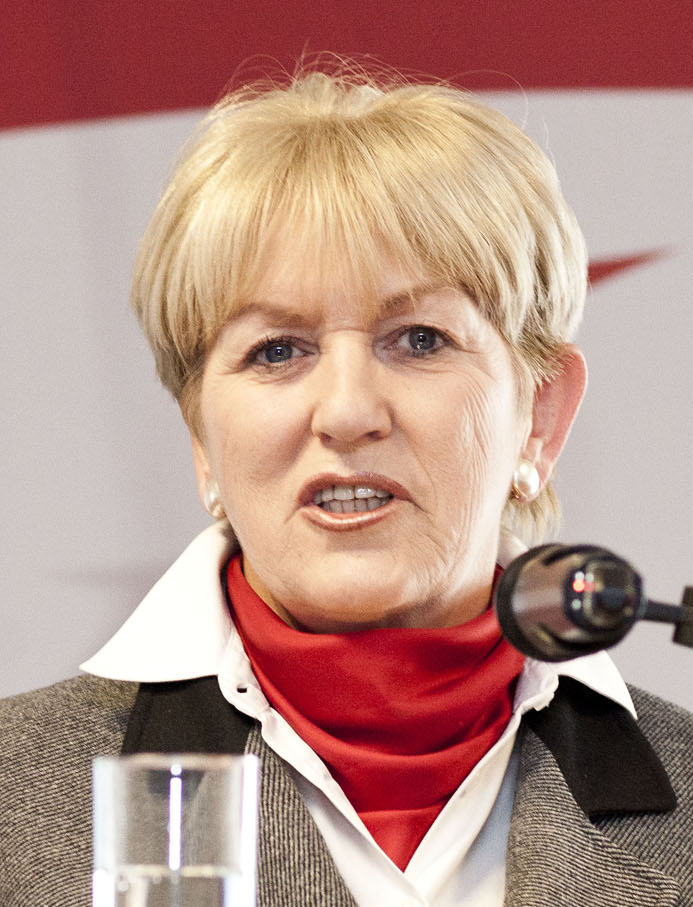
Maria Rauch-Kallat (* 1949)

- Rauch-Wittlich, Illo von (1935–2024), deutsche Malerin und Glaskünstlerin
- Rauchalles, Arndt (* 1957), deutscher Politiker (DDR-CDU, CDU), MdL
- Rauchbach, Dieter (* 1934), deutscher Ringer
- Rauchbar, Andreas von (1559–1602), deutscher Rechtsgelehrter
- Rauchbauer, Jürgen (* 1984), österreichischer Fußballspieler
- Rauchbauer, Otto (1938–2024), österreichischer Anglist, Literaturwissenschaftler und Hochschullehrer
- Rauchberg, Heinrich (1860–1938), österreichischer Demograf, Statistiker und Jurist
- Rauchberger, Ingeborg (* 1957), österreichische Juristin, Managerin, Trainerin, Kabarettistin, Schriftstellerin und Krimiautorin
- Raucheisen, Michael (1889–1984), deutscher Pianist und Liedbegleiter
- Rauchenberger, Elisabeth (* 1972), Schweizer Gleitschirmpilotin
- Rauchenberger, Georg (1895–1973), Heimatforscher
- Rauchenberger, Josef (1949–2002), österreichischer Politiker (SPÖ), Mitglied im Österreichischen Bundesrat und Wiener Landtagsabgeordneter
- Rauchenberger, Otto von (1864–1942), deutscher General der Infanterie
- Rauchenbichler, Josef (1790–1858), deutscher römisch-katholischer Geistlicher und Schriftsteller
- Rauchenecker, Georg Wilhelm (1844–1906), deutscher Komponist, Musikdirektor und Geiger
- Rauchenecker, Johann (1853–1903), deutscher Brauereibesitzer und Politiker (Zentrum), MdR
- Rauchenegger, Alois Edgar (1861–1908), deutscher Maler
- Rauchenegger, Benno (1843–1910), deutscher Schriftsteller
- Rauchenstein, Michael (* 1989), Schweizer Hörfunk- und Fernsehmoderator
- Rauchenstein, Rudolf (1798–1879), Schweizer Philologe, Pädagoge und Politiker
- Rauchensteiner, Hans (1948–2021), deutscher Sportfotograf
- Rauchensteiner, Manfried (* 1942), österreichischer HistorikerManfried Rauchensteiner (* 1942)

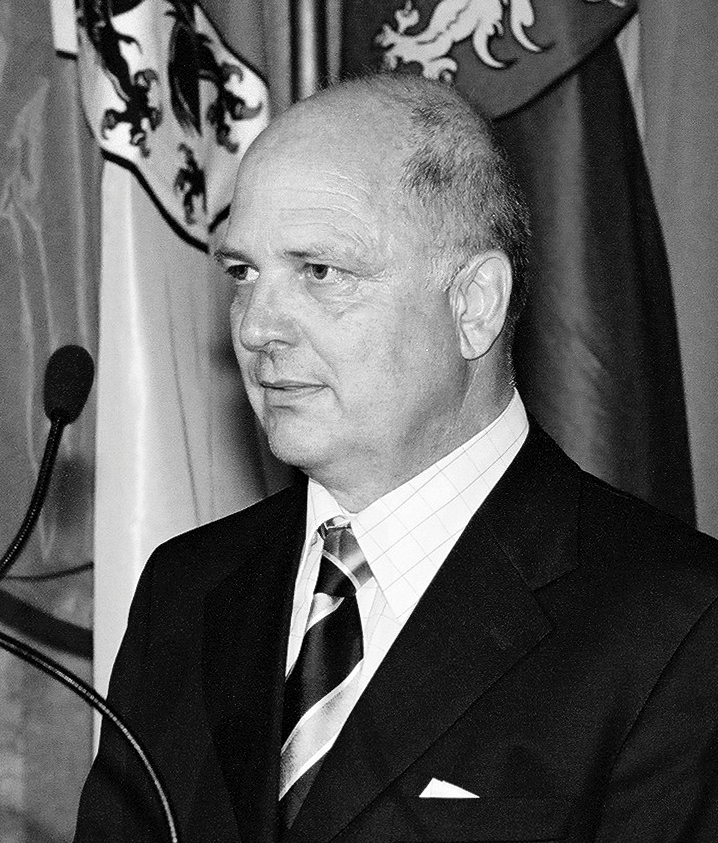
Manfried Rauchensteiner (* 1942)

- Rauchenwald, Alexander (* 1993), österreichischer Eishockeyspieler
- Rauchenwald, Johann (1812–1868), österreichischer Landwirt und Politiker, Landtagsabgeordneter
- Rauchenwald, Michael (* 1955), österreichischer Urologe und Universitätsprofessor
- Raucher, Herman (1928–2023), US-amerikanischer Drehbuchautor
- Rauchfleisch, Udo (* 1942), Schweizer Klinischer Psychologe und Psychotherapeut
- Rauchfuss, Alexander (* 1949), deutscher HNO-Arzt und Hochschullehrer
- Rauchfuß, Hans-Ulrich (* 1950), deutscher Verbandsfunktionär
- Rauchfuß, Harald (* 1945), deutscher Dichterarzt
- Rauchfuß, Hildegard Maria (1918–2000), deutsche SchriftstellerinHildegard Maria Rauchfuß (1918–2000)

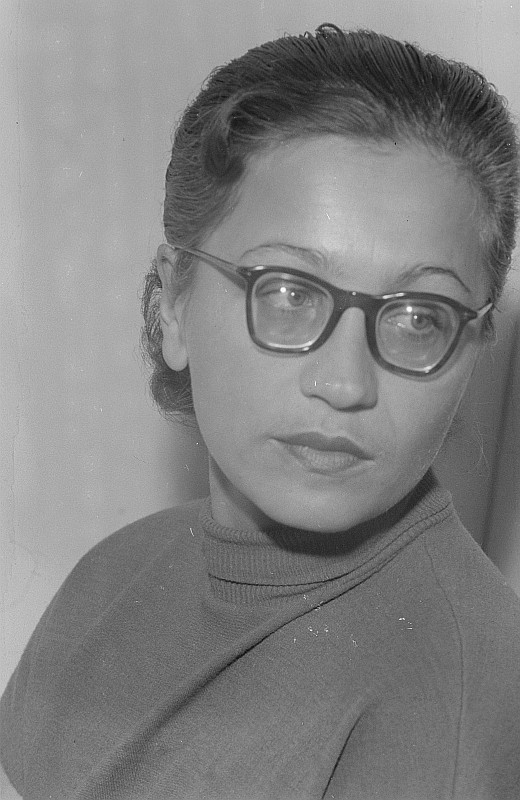
Hildegard Maria Rauchfuß (1918–2000)

- Rauchfuss, Julian (* 1994), deutscher Skirennläufer
- Rauchfuß, Lars (* 1986), deutscher Volkswirt und Politiker (SPD), MdA
- Rauchfuss, Marek (* 1990), tschechischer Radrennfahrer
- Rauchfuß, Paul (1902–1966), deutscher Lehrer, Musiker und Kulturfunktionär
- Rauchfuß, Peter (1944–2016), deutscher Handballschiedsrichter und Schiedsrichterwart
- Rauchfuss, Thomas B. (* 1949), US-amerikanischer Chemiker und Hochschullehrer
- Rauchfuß, Wolfgang (1931–2005), deutscher Politiker (SED), MdV
- Rauchhaupt, Friedrich Wilhelm von (1881–1989), deutscher Rechtswissenschaftler
- Rauchhaupt, Hermann von (1838–1891), preußischer Generalmajor
- Rauchhaupt, Hugo von (1824–1896), preußischer Generalleutnant
- Rauchhaupt, Timon von (1827–1888), preußischer Generalmajor
- Rauchhaupt, Ulf von (* 1964), deutscher Wissenschaftsjournalist
- Rauchhaupt, Wilhelm von (1828–1894), deutscher konservativer Politiker, MdR
- Rauchhaus, Susanne (* 1967), deutsche Schriftstellerin und Lektorin
- Rauchheld, Adolf (1868–1932), deutscher Architekt, oldenburgischer Baubeamter und Denkmalpfleger
- Rauchholz, Manuel (* 1972), deutsch-amerikanischer Ethnologe und Anthropologe
- Rauchinger, Heinrich (1858–1942), österreichischer Maler
- Rauchmaul, Emil (1891–1968), ungarischer Fußballspieler und -trainer
- Rauchmiller, Mathias (1645–1686), deutscher Bildhauer, Freskant, Elfenbeinschnitzer und Baumeister
- Rauchwarter, Ernst (* 1940), österreichischer Politiker (ÖVP), Landtagsabgeordneter im Burgenland
- Rauchwerger, Michail Rafailowitsch (1901–1989), russischer Komponist
- Rauck, Anna Maria (1871–1953), deutsche Politikerin (SPD), MdL Volksstaat Hessen
- Rauck, Robert (1869–1964), deutscher Verwaltungsjurist

### Raud
- Raud, Anu (* 1943), estnische Textilkünstlerin
- Raud, Eno (1928–1996), estnischer Schriftsteller und Kinderbuchautor
- Raud, Kristjan (1865–1943), deutsch-estnischer Maler und Graphiker
- Raud, Mart (1903–1980), estnischer Schriftsteller
- Raud, Mihkel (* 1969), estnischer Schriftsteller, Musiker und Politiker
- Raud, Paul (1865–1930), estnischer Maler
- Raud, Piret (* 1971), estnische Schriftstellerin und Künstlerin
- Raud, Rein (* 1961), estnischer Schriftsteller und Japanologe
- Rauda Gutiérrez, José Elías (* 1962), salvadorianischer Geistlicher, Bischof von San Vicente
- Rauda, Christian (* 1976), deutscher Rechtsanwalt
- Rauda, Fritz (1879–1945), deutscher Architekt und Hochschullehrer
- Rauda, Wolfgang (1907–1971), deutscher Architekt, Stadtplaner und Hochschullehrer
- Raudam, Toomas (* 1947), estnischer Schriftsteller
- Raudaschl, Elisabeth (* 1997), österreichische Skispringerin
- Raudaschl, Hubert (* 1942), österreichischer Segler
- Raudaschl, Roswitha (* 1967), österreichische Schirennläuferin
- Raude, Jon († 1282), norwegischer Erzbischof
- Raudenbush, George King (1899–1956), US-amerikanischer Violinist und Dirigent
- Raudies, Beate (* 1966), deutsche Politikerin (SPD), MdL
- Raudies, Christine (* 1970), deutsche Autorin, Kinderliedermacherin, Literaturpädagogin, Textdichterin und Illustratorin
- Raudies, Dirk (* 1964), deutscher Motorradrennfahrer
- Raudive, Konstantin (1909–1974), lettischer Parapsychologe, Schriftsteller und Redakteur
- Raudner, Robert (1854–1915), deutscher Genre- und Landschaftsmaler
- Raudnitz, Robert (1856–1921), österreichischer Pädiater in Prag
- Raudonienė, Živilė (* 1982), litauisches Fitnessmodel, Bodybuilderin und Wrestlerin
- Raudsep, Tarmo (* 1981), estnischer Radrennfahrer
- Raudsepp, Andreas (* 1993), estnischer Fußballspieler
- Raudsepp, Hugo (1883–1952), estnischer Schriftsteller und Dramatiker
- Raudsepp, Jaan (1873–1945), estnischer Ingenieur und Politiker
- Raudsepp, Kirill (1915–2006), estnischer Dirigent
- Raudsepp, Pavo (* 1973), estnischer Skilangläufer
- Rauduvė, Algirdas (* 1952), litauischer Fernschachspieler

### Raue
- Raue, Alexander (* 1973), deutscher Politiker (AfD), MdL
- Raue, Arne (* 1970), deutscher Politiker (AfD; bis 2024: parteilos)
- Raue, Benjamin (* 1982), deutscher Jurist und Hochschullehrer
- Raue, Benjamin (* 2001), deutscher Schauspieler
- Raue, Bernd (* 1948), deutscher Tischtennisspieler
- Raue, Christian (1613–1677), deutscher Orientalist und Theologe
- Raue, Dietrich (* 1967), deutscher Ägyptologe
- Raue, Johann (1610–1679), deutscher Bibliothekar
- Raue, Jürgen (1939–2004), deutscher Bildhauer
- Raue, Karl (1863–1924), deutscher Pädagoge und Gewerkschafter
- Raue, Katharina (* 1963), deutsche Politikerin (Bündnis 90/Die Grünen), MdLKatharina Raue (* 1963)

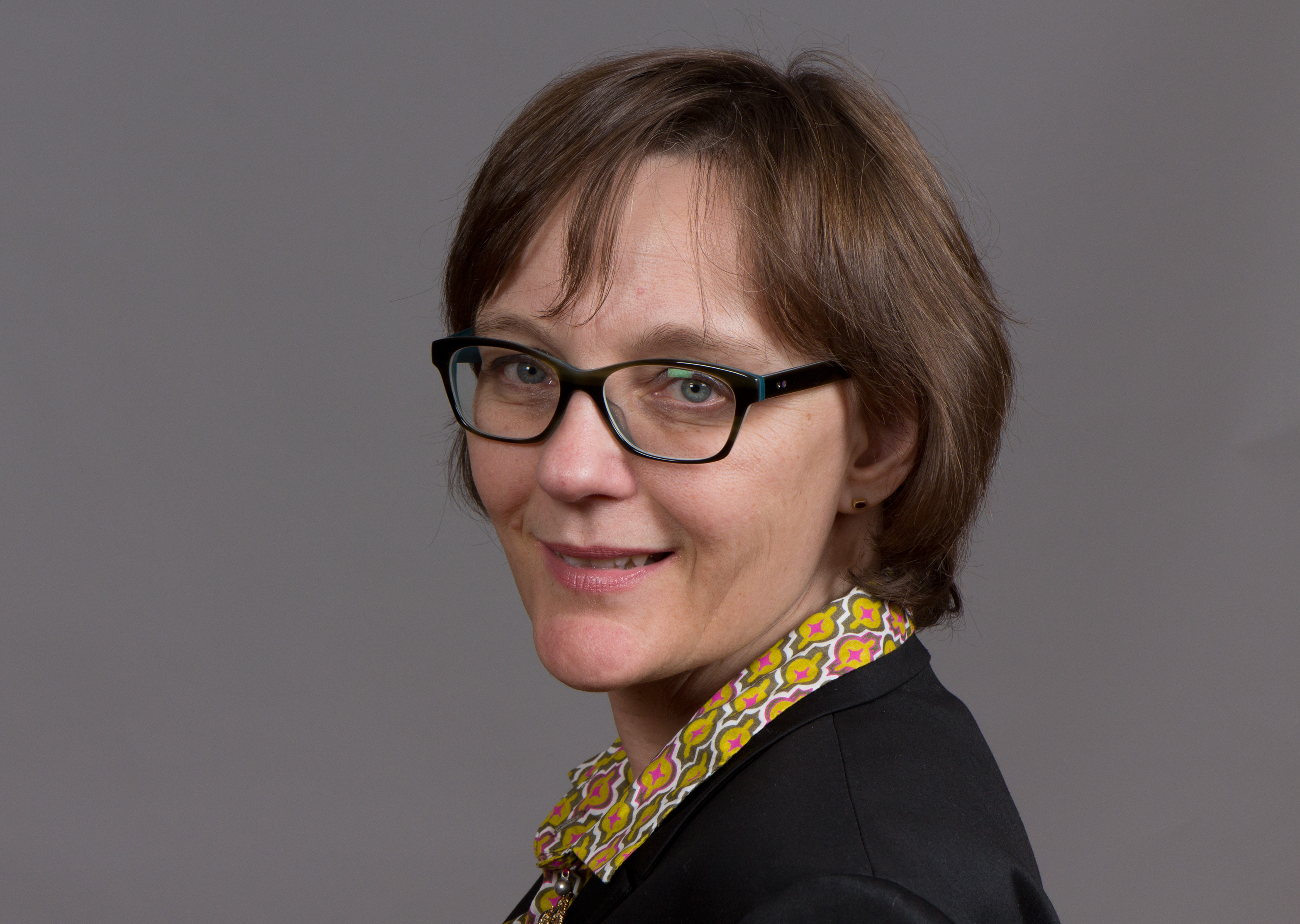
Katharina Raue (* 1963)

- Raue, Kurt, deutscher Fußballspieler
- Raue, Maria Cornelia (* 1968), deutsche Soziologin und Wissenschaftsmanagerin
- Raue, Matthias (* 1952), deutscher Komponist
- Raue, Paul-Josef (1950–2019), deutscher Journalist und Sachbuchautor
- Raue, Peter (* 1941), deutscher Jurist und Kunstliebhaber
- Raue, Reinhard (1953–2006), deutscher Kirchenmusiker und Musikwissenschaftler
- Raue, Ronald (1944–2023), deutscher Tischtennisspieler und -trainer
- Raue, Stefan (* 1958), deutscher Journalist
- Raue, Tim (* 1974), deutscher KochTim Raue (* 1974)

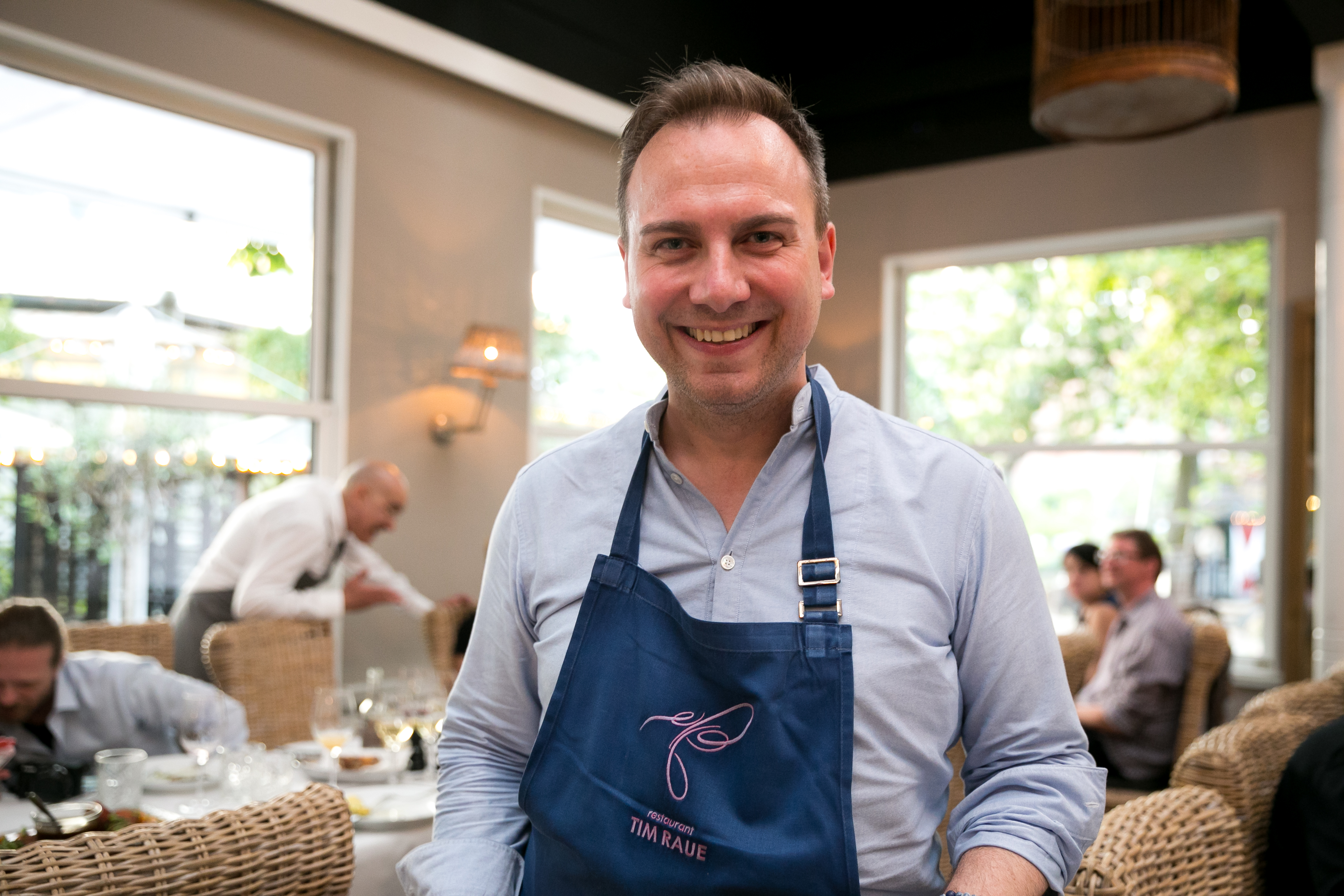
Tim Raue (* 1974)

- Raue, Ursula (* 1943), deutsche Juristin und Mediatorin
- Rauecker, Simon Theodor (1854–1940), deutscher Architekt, Kunstmaler und Mosaikkünstler
- Rauen, Christopher (* 1969), deutscher Psychologe und Coach
- Rauen, Jürgen (* 1947), deutscher Manager
- Rauen, Klaus Peter (1935–2018), deutscher Politiker (CDU)
- Rauen, Peter (* 1945), deutscher Politiker (CDU), MdL, MdB
- Rauenbusch, Philipp (* 1973), deutscher Musiker, Bassist der Gruppe Reamonn
- Rauer, Benjamin (* 1983), deutscher Politiker (Bündnis 90/Die Grünen), MdL
- Rauer, Constantin (* 1958), deutscher Philosoph, Religions- und Kulturwissenschaftler
- Rauer, Dieter (1950–2023), deutscher Politiker (SPD), Oberbürgermeister von Gelsenkirchen
- Rauer, Hans-Joachim (* 1932), deutscher lutherischer Theologe
- Rauer, Heike (* 1961), deutsche Astrophysikerin und Hochschullehrerin
- Rauer, Karl Friedrich (1800–1871), preußischer Verwaltungsbeamter, Schriftsteller und Sachbuchautor
- Rauer, Max (1889–1971), deutscher römisch-katholischer Theologe und Priester
- Rauer, Monke Herbert (* 1966), deutscher bildender Künstler
- Rauer, Rudi (1950–2014), deutscher Handballspieler
- Rauer, Stephanie (* 1979), deutsche Eiskunstläuferin
- Rauer, Thomas (* 1977), deutscher Eiskunstläufer
- Rauer, Wulf (* 1945), deutscher Pädagoge
- Rauers, Friedrich (1879–1954), deutscher Wirtschaftshistoriker und Archivar
- Rauert, Paul (1863–1938), Hamburger Rechtsanwalt und Kunstmäzen
- Rauert, Yochanan (* 1980), deutscher VJ und Medienkünstler

### Rauf
- Rauf, Bülent (1911–1987), türkisch-britischer Mystiker, Lehrer, Übersetzer und Autor
- Rauf, Haris (* 1993), pakistanischer Cricketspieler
- Raufeisen, Armin (1928–1987), deutscher Spion des DDR-Auslandsgeheimdienstes
- Raufeisen, Dirk (* 1966), deutscher Jazzpianist
- Raufelder, Diana (* 1978), deutsche Erziehungswissenschaftlerin
- Raufelder, Wolfgang (1957–2016), deutscher Politiker (Bündnis 90/Die Grünen), MdLWolfgang Raufelder (1957–2016)

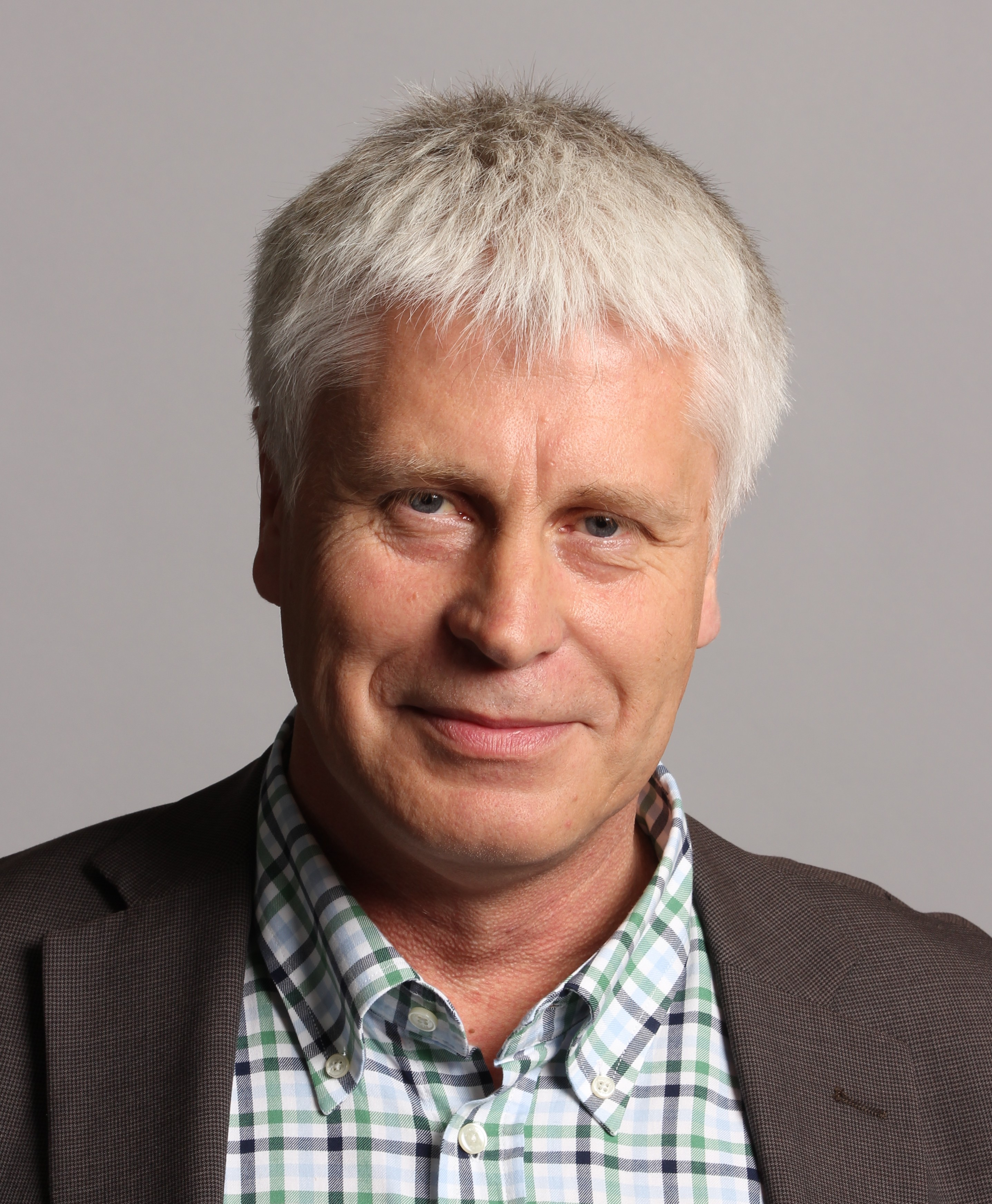
Wolfgang Raufelder (1957–2016)

- Rauff, Hermann (1853–1942), deutscher Geologe und Paläontologe
- Rauff, Walther (1906–1984), deutscher Marineoffizier und SS-Standartenführer, NS-Kriegsverbrecher, BND-Agent, Mitarbeiter der chilenischen Geheimpolizei während der Militärdiktatur
- Rauffer, Heinrich (1934–2012), deutscher Kulturreferent, Stadtrat und Kaufmann
- Rauffer, Max (* 1972), deutscher Skirennläufer
- Rauffmann, Rainer (* 1967), zyprischer Fußballspieler mit deutscher Herkunft
- Raufseysen, Philipp Ernst (1743–1775), deutscher Schriftsteller

### Raug
- Raugalas, Edvardas (1942–2023), litauischer Politiker
- Raugel, Geneviève (1951–2019), französische Mathematikerin
- Raugelė, Vaida (* 1979), litauische Politikerin
- Raugraf Heinrich I. († 1261), Graf und Ritter, Auslöser eines Tötungsdeliktes
- Raugust, Detlef (* 1954), deutscher Fußballspieler

### Rauh
- Rauh, Carl Gottlob († 1814), deutscher Unternehmer und Hammerwerksbesitzer
- Rauh, Caspar Walter (1912–1983), deutscher Zeichner, Grafiker und Maler der Nachkriegszeit
- Rauh, Christine (* 1984), deutsche Violoncellistin
- Rauh, Cornelia (* 1957), deutsche Historikerin
- Rauh, Daniel Cornelius Maria (1801–1890), deutscher Verwaltungsbeamter und Landrat
- Rauh, Fritz (1920–2011), deutscher Maler
- Rauh, Fritz (1927–1998), deutscher römisch-katholischer Theologe und Priester
- Rauh, Georg (1906–1965), Schweizer Architekt
- Rauh, Hans Ludwig (1892–1945), deutscher Lehrer und Mundartforscher
- Rauh, Hans-Christoph (* 1939), deutscher Philosoph
- Rauh, Hellgard (* 1942), deutsche Psychologin
- Rauh, Johann Heinrich (1806–1861), Mitglied der kurhessischen Ständeversammlung
- Rauh, Jürgen (* 1961), deutscher Geograf
- Rauh, Kurt (1897–1952), deutscher Maschinenbauingenieur
- Rauh, Manfred (1942–2024), deutscher Historiker
- Rauh, Markus (1939–2019), Schweizer Manager
- Rauh, Matthias (* 1981), deutscher Handballspieler
- Rauh, Robert (* 1967), deutscher Autor, Herausgeber, Moderator und Lehrer
- Rauh, Rudolf (1908–1973), deutscher Historiker und Archivar
- Rauh, Stefan (1963–2023), deutscher Dirigent, Musikverleger, Kirchenmusiker und Komponist
- Rauh, Ulrike (* 1941), deutsche Autorin, Malerin
- Rauh, Walter (* 1939), deutscher Fußballspieler
- Rauh, Werner (1913–2000), deutscher Botaniker und Hochschullehrer
- Rauh, Wolfgang (* 1987), österreichischer Schauspieler
- Rauhala, Jani (* 1978), finnischer Boxer
- Rauhala, Jukka (* 1959), finnischer Ringer
- Rauhala, Kalervo (1930–2016), finnischer Ringer
- Rauhala, Pauliina (* 1977), finnische Schriftstellerin
- Rauhala, Pekka (* 1960), finnischer Ringer
- Rauhamäki, Eevamari (* 1982), finnische Biathletin und Skilangläuferin
- Rauhaus, Alfred (* 1945), deutscher reformierter Pastor und Autor
- Rauhaus, Hans (1904–1998), deutscher Ingenieur und Politiker (CDU), MdB
- Rauhaus, Martin (* 1958), deutscher Drehbuchautor
- Rauhe, Hermann (* 1930), deutscher Musikwissenschaftler
- Rauhe, Johann Georg (1739–1791), deutscher Garnisonsschulmeister, Fälscher von Geschichtswerken
- Rauhe, Kurt (1922–1994), deutscher Ackerbauwissenschaftler
- Rauhe, Ronald (* 1981), deutscher KanuteRonald Rauhe (* 1981)

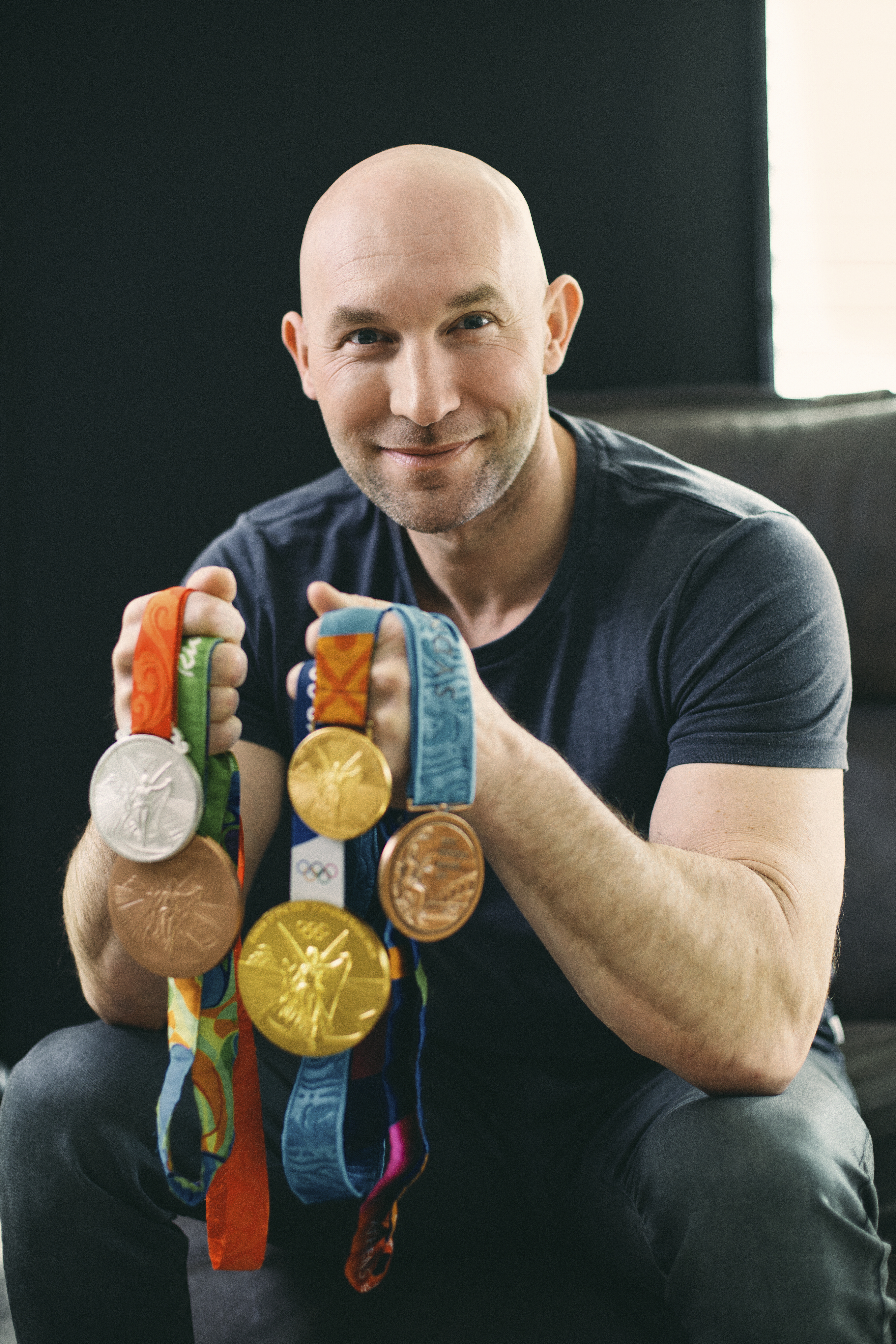
Ronald Rauhe (* 1981)

- Rauher, Rudi (1901–1958), deutscher Hörfunkmoderator
- Rauhofer, Josef (1875–1939), österreichischer Politiker (CS), Abgeordneter zum Nationalrat, Landeshauptmann des Burgenlandes
- Rauhofer, Max (* 1990), uruguayischer Fußballspieler
- Rauhofer, Peter (1965–2013), österreichischer DJ und Musikproduzent
- Rauhut, Burkhard (* 1942), deutscher Mathematiker, Rektor an der RWTH Aachen
- Rauhut, Christoph (* 1984), deutscher Architekt und Bauhistoriker sowie Landeskonservator von Berlin
- Rauhut, Franz (1898–1988), deutscher Romanist
- Rauhut, Kevin (* 1989), deutscher Fußballtorhüter
- Rauhut, Michael (* 1963), deutscher Musikwissenschaftler, Autor, Hochschullehrer
- Rauhut, Oliver (* 1969), deutscher Wirbeltierpaläontologe
- Rauhut, Siegfried (* 1938), deutscher Endurosportler
- Rauhut, Stephan (* 1974), deutscher Kaufmann, Unternehmer und Politiker (CDU)

### Raui
- Rauin, Dirk (* 1957), deutscher Handballspieler und -trainer

### Rauk
- Raukamp, Josef (1881–1960), österreichischer Glasmaler und Unternehmer
- Räuker, Erich (* 1953), deutscher Synchronsprecher
- Räuker, Friedrich Wilhelm (1928–2015), deutscher Journalist und Rundfunkintendant (NDR)
- Räuker, Oscar (* 1998), deutscher Synchronsprecher
- Raukuc, Anna (* 1990), deutsche Hürdenläuferin

### Raul
- Raúl (* 1975), spanischer Popsänger
- Raúl (* 1977), spanischer FußballspielerRaúl (* 1977)

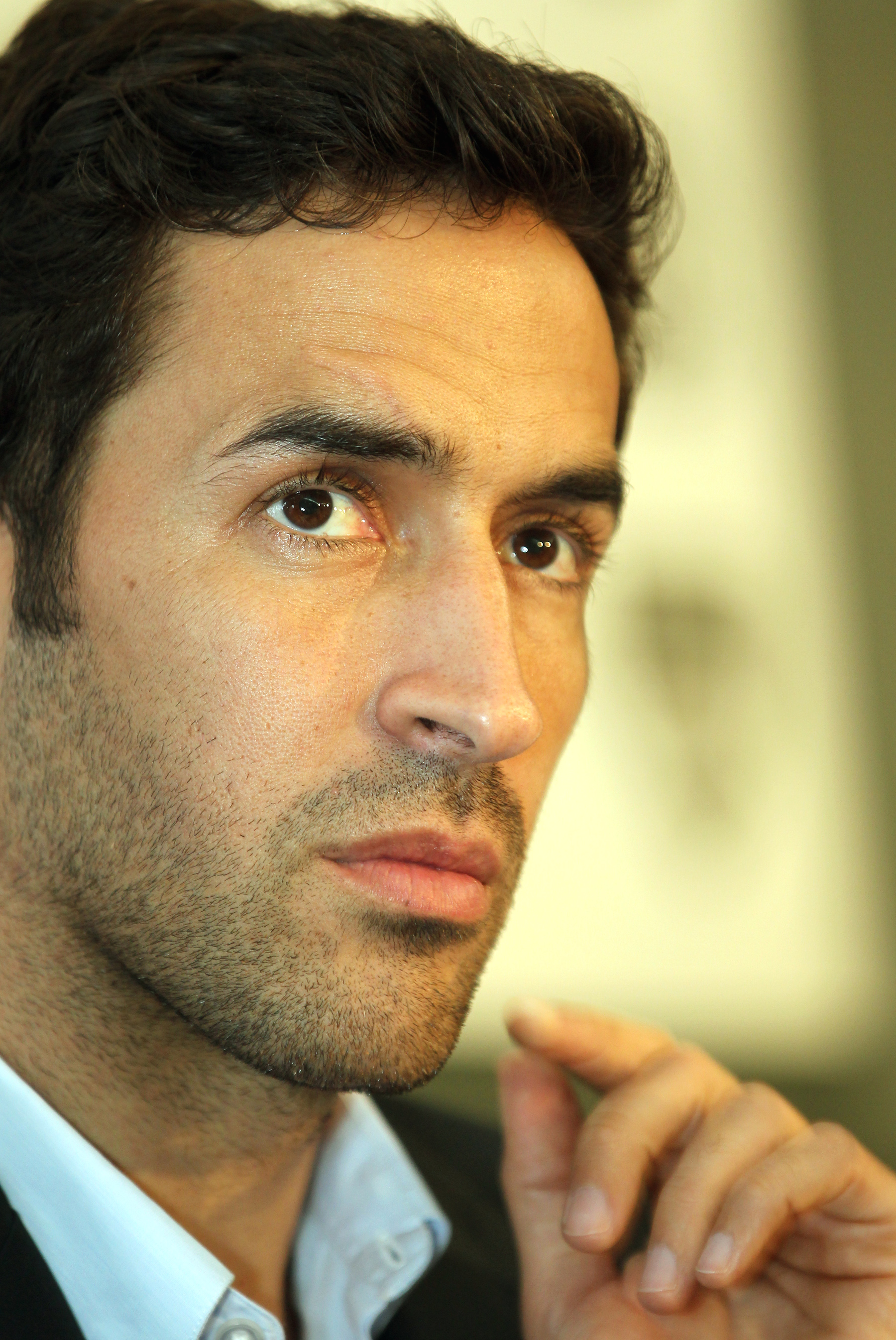
Raúl (* 1977)

- Raul, Emanuel (1843–1916), österreichischer Schauspieler und Theaterdirektor
- Raul, Fred (1910–1985), österreichischer Schauspieler und Regisseur
- Raul, Pedro (* 1996), brasilianischer Fußballspieler
- Raul, Shubha (* 1967), indische Politikerin
- Rauland, Tom (* 1958), norwegischer Skispringer
- Raule, Benjamin (1634–1707), holländischer Reeder und kurbrandenburgischer Generalmarinedirektor
- Raule, Franz (1920–2001), österreichischer Hockeyspieler
- Raule, Horst (* 1936), deutscher Unternehmer
- Raule, Peter (1891–1972), Präsident des Sparkassen- und Giroverbandes in Baden (1945–1956) und Abgeordneter im Badischen Landtag (1947–1952)
- Raule, Ralph (* 1966), gehörloser Unternehmer und ein Aktivist im Behindertenrecht
- Raulet, Gérard (* 1949), französischer Philosoph, Germanist und Übersetzer
- Raulet, Jean-Daniel (* 1946), französischer Automobilrennfahrer
- Raulf, Dirk (* 1960), deutscher Musiker (Saxophone, Klarinetten) und Komponist
- Raulf, Günter (1928–2015), deutscher Generalleutnant der Luftwaffe
- Raulf, Josef (1933–1993), deutscher Kommunalpolitiker und ehrenamtlicher Landrat (CDU)
- Raulff, Ulrich (* 1950), deutscher Kulturwissenschaftler und JournalistUlrich Raulff (* 1950)

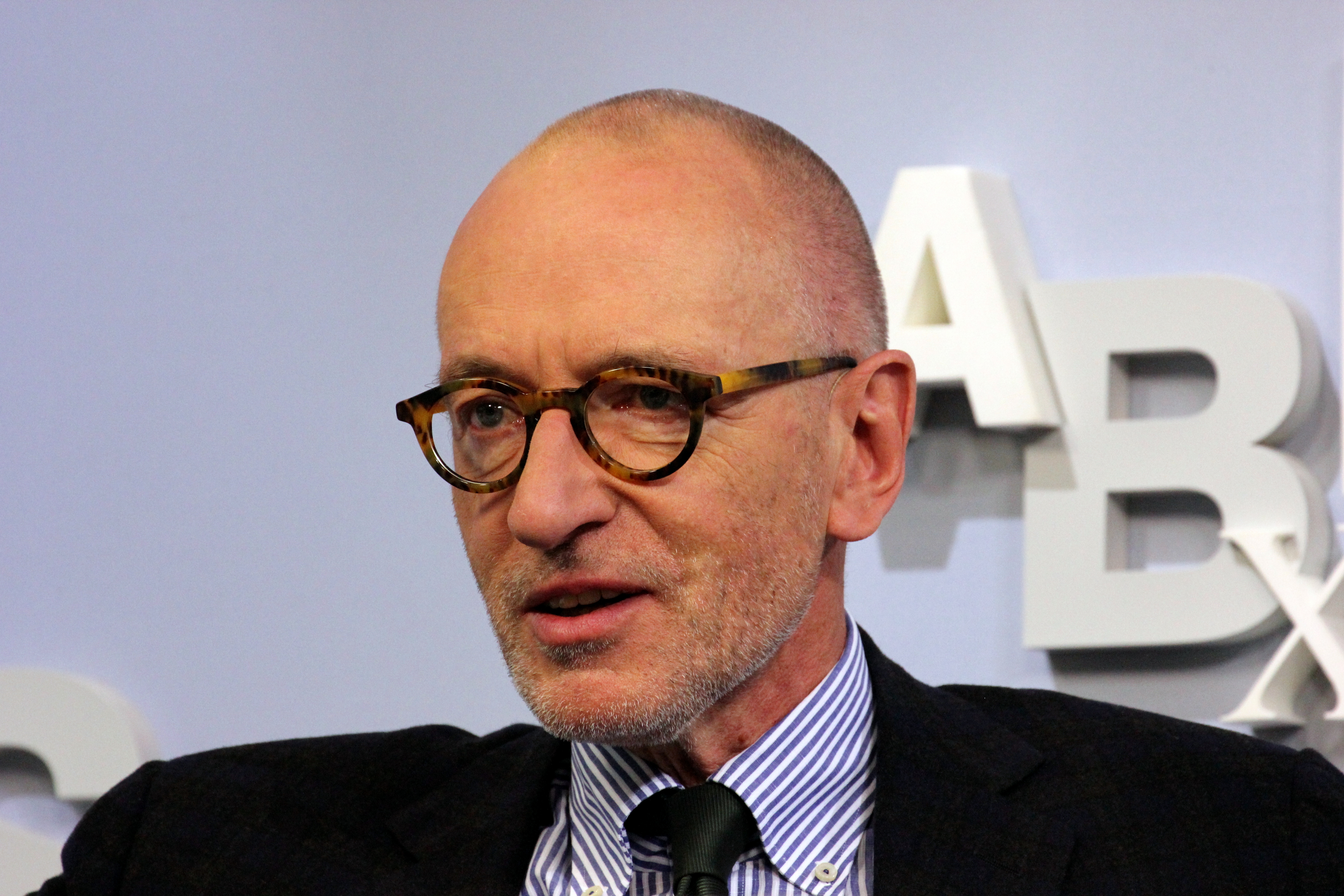
Ulrich Raulff (* 1950)

- Raulfs, Philipp (* 1991), deutscher Politiker (SPD), MdL Niedersachsen
- Raulin, Christian (* 1958), deutscher Dermatologe
- Raulin, François (* 1956), französischer Jazz-Pianist
- Raulin, Heiko (* 1972), deutscher Schauspieler
- Raulin, Victor (1815–1905), französischer Geologe und Botaniker
- Rauls, Wilhelm (1896–1985), deutscher lutherischer Pfarrer, Kirchenrat, Propst und Heimatforscher
- Rauls, Wolfgang (1948–2023), deutscher Politiker (NDPD, FDP), MdLWolfgang Rauls (1948–2023)

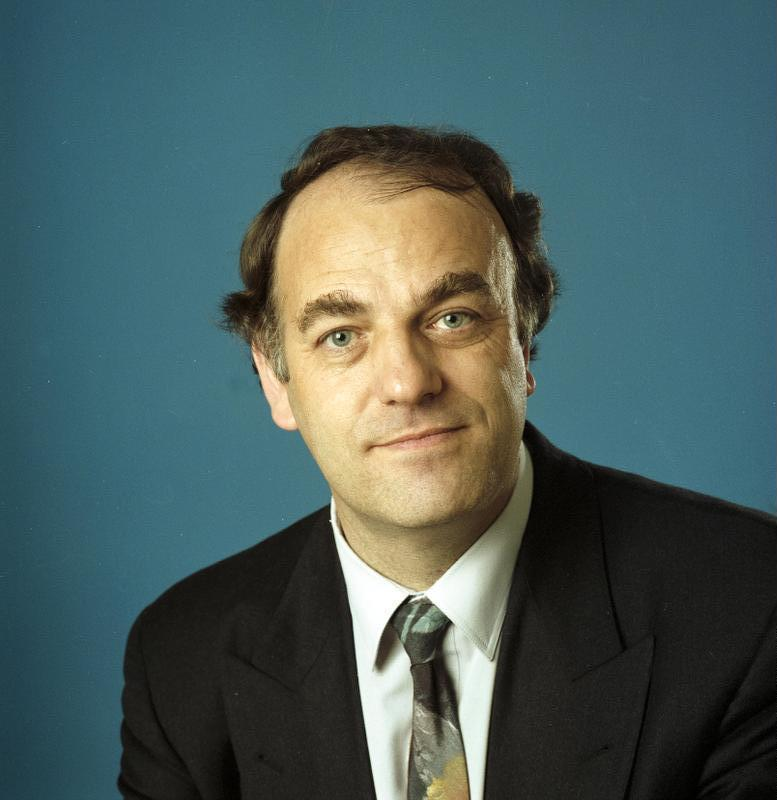
Wolfgang Rauls (1948–2023)

- Rault, Claude (* 1940), französischer Ordensgeistlicher und emeritierter römisch-katholischer Bischof von Laghouat in Algerien
- Rault, Emmanuel (1875–1939), französischer Glasmaler
- Rault, Geneviève, französische Porzellankünstlerin
- Rault, Jean-François (* 1958), französischer Radrennfahrer
- Rault, Victor (1858–1930), französischer Politiker, Präfekt und Präsident der Regierungskommission des Saargebietes (1920–1926)
- Raulušaitis, Darius (* 1975), litauischer Jurist
- Raulynaitis, Romanas (* 1968), litauischer Manager und Rechtsanwalt

### Raum
- Raum, Alfred (1872–1935), deutscher Bildhauer
- Raum, David (* 1998), deutscher Fußballspieler
- Raum, Erika (* 1972), kanadische Geigerin, Musikpädagogin und Komponistin
- Raum, Green Berry (1829–1909), US-amerikanischer Offizier und Politiker
- Raum, Hans (1883–1976), deutscher Pflanzenbauwissenschaftler und Agrarhistoriker
- Raum, Hermann (1924–2010), deutscher Karikaturist und Kunstwissenschaftler
- Raum, Johannes William (1931–2014), deutscher Ethnologe
- Raum, Konrad (1917–2008), deutscher Landschaftsmaler, Zeichner und Graphiker
- Raum, Michael (* 1965), deutscher Unternehmer und Firmengründer
- Raum, Otto Friedrich (1903–2002), deutscher Ethnologe
- Raum, Rolf (* 1956), deutscher Jurist und Richter am Bundesgerichtshof
- Raum, Walter (1923–2009), deutscher Künstler
- Rauma, Janica (* 1986), finnische Hindernisläuferin
- Raumberger, Manfred (1931–2003), deutscher Bildhauer, Skulpturenkünstler, Bronzegießer und Maler
- Raumer, Eugen von (1758–1832), preußischer Generalleutnant
- Raumer, Friedrich Amadeus Gottlieb von (1643–1728), deutscher Verwaltungsjurist, anhaltischer Regierungsdirektor und Staatsminister sowie fürstlicher Gesandter
- Raumer, Friedrich von (1781–1873), deutscher Politiker und HistorikerFriedrich von Raumer (1781–1873)

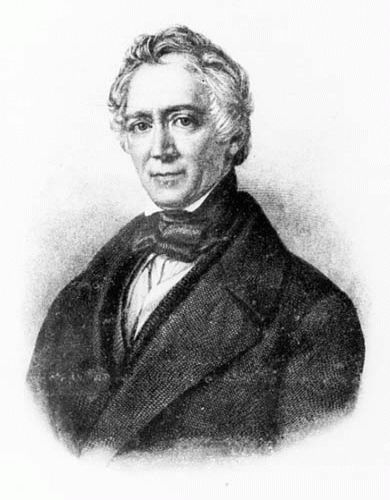
Friedrich von Raumer (1781–1873)

- Raumer, Georg (1610–1691), deutscher evangelischer Theologe, Hofprediger, Superintendent und Konsistorialrat von Dessau
- Raumer, Georg Wilhelm von (1800–1856), preußischer Verwaltungsbeamter und Direktor des Geheimen Staatsarchivs
- Raumer, Hans von (1820–1851), deutscher Politiker
- Raumer, Hans von (1870–1965), deutscher Jurist, Industrieller und Politiker (DVP), MdR
- Raumer, Helga (1924–1997), deutsche Schauspielerin
- Raumer, Johann Georg von (1671–1747), deutscher anhaltischer Regierungspräsident und preußischer Gesandter
- Raumer, Karl Albrecht Friedrich von (1729–1806), preußischer Generalleutnant
- Raumer, Karl Georg von (1753–1833), preußischer Legationsrat und Direktor des Geheimen Staatsarchivs
- Raumer, Karl Georg von (1783–1865), deutscher Geologe, Geograph und Pädagoge
- Raumer, Karl Heinrich Friedrich von (1757–1831), preußischer General
- Raumer, Karl Otto von (1805–1859), preußischer Staatsmann
- Raumer, Kurt von (1900–1982), deutscher Historiker und Hochschullehrer
- Raumer, Rudolf von (1815–1876), deutscher Germanist und Sprachwissenschaftler
- Raumer, Rudolf von (1843–1882), deutscher Verwaltungsbeamter
- Raumer, Theodor Christian (1644–1707), deutscher Theologe und Rektor des Francisceums
- Raumolin, Juha (* 1973), finnischer Squashspieler
- Raumschüssel, Ludwig von (1623–1687), slowenischer Priester und Abt

### Raun
- Raun, Alo (1905–2004), estnischer Sprachwissenschaftler und Finnougrist
- Raun, Mait (* 1963), estnischer Schriftsteller und Publizist
- Raun, Ott (* 1940), estnischer Schriftsteller und Journalist
- Raun, Vallo (1935–2024), estnischer Schriftsteller und Bibliophiler
- Raunach, Andreas Daniel von (1627–1686), Geistlicher, Pfarrer und Bischof von Pedena
- Raunach, Balthasar von (1525–1605), Geistlicher, Pfarrer und Dompropst in Salzburg
- Raunach, Bernhardin von, Ritter, Beamter, militärischer Befehlshaber und Inhaber hoher Ämter
- Raunecker, Kurt (1898–1940), württembergischer Landrat
- Raunehaug, Arnstein (* 1960), norwegischer Radrennfahrer
- Rauner, Bruce (* 1956), US-amerikanischer Politiker und UnternehmerBruce Rauner (* 1956)

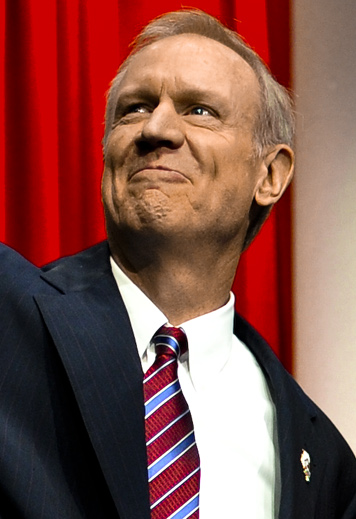
Bruce Rauner (* 1956)

- Rauner, Felix (* 1941), deutscher Berufsbildungsforscher
- Rauner, Hellmuth (1895–1975), deutscher Kommunalpolitiker und Kulturbund-Funktionär
- Rauner, Liselotte (1920–2005), deutsche Schriftstellerin
- Rauner, Manfred (* 1952), deutscher Politiker (CDU)
- Rauner, Max (* 1970), deutscher Journalist
- Rauner, Otto (1880–1954), deutscher Polizeibeamter und Kommandeur der bayerischen Gendarmerie
- Raunert, Margarete (1895–1994), deutsche Medizinerin und Autorin
- Raungchai Choothongchai (* 1993), thailändischer Fußballspieler
- Raunig, Arno (* 1957), österreichischer Opernsänger (Countertenor)
- Raunig, Branka (1935–2008), bosnische Archäologin und Museumsdirektorin
- Raunig, Fabian (* 1993), österreichischer American-Football-Spieler
- Raunig, Gerald (* 1963), österreichischer Philosoph und Kunsttheoretiker
- Raunig, Kerstin (* 1981), österreichische Schauspielerin
- Raunig, Tanja (* 1989), österreichische Schauspielerin
- Raunigk, Annegret (* 1950), deutsche Rekordhalterin, älteste Mutter von Vierlingen
- Raunkiær, Christen (1860–1938), dänischer Botaniker

### Raup
- Raup, David M. (1933–2015), US-amerikanischer Paläontologe
- Raupach, Alfred (1906–1975), deutscher Orgelbauer
- Raupach, Arndt (* 1936), deutscher Steuerrechtler
- Raupach, Bernd (* 1962), deutscher Skilangläufer und -trainer
- Raupach, Bernhard (1682–1745), deutscher lutherischer Geistlicher und Kirchenhistoriker
- Raupach, Christoph (1686–1758), deutscher Organist und Komponist
- Raupach, Ernst (1784–1852), deutscher Dichter von Dramen und Lustspielen
- Raupach, Fred (1908–1942), deutscher Theaterschauspieler
- Raupach, Friedrich von (1906–1992), deutscher Geologe
- Raupach, Hans (1903–1997), deutscher Jurist, Wirtschaftshistoriker und Osteuropaforscher
- Raupach, Heinrich, deutscher Fechtsportler
- Raupach, Hermann Friedrich (1728–1778), deutscher Komponist
- Raupach, Hilde, deutsche Rennrodlerin
- Raupach, Markus (* 1974), deutscher Verleger, Fotograf und Autor
- Raupach, Pauline (1810–1877), deutsche Schauspielerin und Schriftstellerin
- Raupach-Petersen, Erna (1904–1997), deutsche Volksschauspielerin und Hörspielsprecherin
- Raupach-Rudnick, Wolfgang (1946–2022), deutscher Theologe, Manager, Autor und Herausgeber zu christlich-jüdischen Themen
- Raupé, Jaques, deutscher Techno-DJ und -Produzent
- Raupelytė, Ainė (* 2000), litauische Volleyball- und Beachvolleyballspielerin
- Raupenstrauch, Gustav (1859–1943), österreichischer Chemiker
- Raupenstrauch, Harald (* 1961), österreichischer Ingenieur, Wärmetechniker und Hochschullehrer
- Raupp, August (1838–1891), deutscher Ingenieur
- Raupp, Erwin (1863–1931), deutscher Hof- und Kunstfotograf in Dresden
- Raupp, Heinrich (1836–1914), deutscher Ingenieur
- Raupp, Karl (1837–1918), deutscher Maler
- Raupp, Werner (* 1955), deutscher Theologie- und Philosophiehistoriker
- Rauprich, Nina (* 1938), deutsche Autorin von Kinder- und Jugendbüchern

### Raur
- Raur, Josef (1817–1870), gewählter Stadtschultheiß von Heilbronn
- Raura, Leydi (* 2003), ecuadorianische Hindernisläuferin
- Raurell, Frederic (1930–2023), spanischer Ordensgeistlicher und Bibelwissenschaftler
- Raurin-Kutzner, Ursula (* 1927), deutsche Funktionärin der CDU der DDR und Abgeordnete der Volkskammer der DDR
- Raury (* 1996), US-amerikanischer Hip-Hop-Musiker

### Raus
- Raus, Christian (* 1976), kroatischer Basketballtrainer und ehemaliger -spieler
- Raus, Elisa, deutsche Biersommelière
- Raus, Émile (1904–1980), luxemburgischer Jurist
- Raus, Erhard (1889–1956), deutscher Generaloberst
- Raus, Othmar (1945–2020), österreichischer Politiker (SPÖ), Landtagsabgeordneter, Landeshauptfraustellvertreter, verurteilter Straftäter
- Raus, Volker (* 1946), österreichischer Schriftsteller
- Raus, Wenzel (1821–1870), österreichischer Mediziner und Politiker
- Rausch von Traubenberg, Heinrich (1880–1944), Experimentalphysiker
- Rausch von Traubenberg, Michael Johann (1719–1772), russischer Generalmajor
- Rausch, Albert H. (1882–1949), deutscher Schriftsteller
- Rausch, Alexander (* 1971), österreichischer Musikwissenschaftler
- Rausch, Alfred (1897–1964), deutscher Jurist, Vizepräsident des Bundesrechnungshofs
- Rausch, Anton (1882–1939), deutscher Maler und Radierer
- Rausch, Anton (1913–1944), österreichischer Widerstandskämpfer
- Rausch, Bettina (* 1979), österreichische Politikerin (ÖVP)
- Rausch, Burghard (* 1947), deutscher Musiker und Hörfunkmoderator
- Rausch, Daniel (* 1963), deutscher Politiker (AfD), MdL
- Rausch, Eberhard (* 1947), deutscher Eiskunstläufer
- Rausch, Edwin (1906–1994), deutscher Psychologe
- Rausch, Emil (1807–1884), evangelischer Theologe
- Rausch, Emil (1877–1914), deutscher Offizier und Bezirksleiter in Kamerun
- Rausch, Emil (1883–1954), deutscher Schwimmer
- Rausch, Ernst (1889–1977), deutsch-ungarischer Bauingenieur
- Rausch, Felix (1908–1976), österreichischer Kaufmann und Überlebender des Holocaust
- Rausch, Franz (1792–1877), österreichischer Klavierbauer
- Rausch, Friedel (1940–2017), deutscher Fußballspieler und -trainerFriedel Rausch (1940–2017)

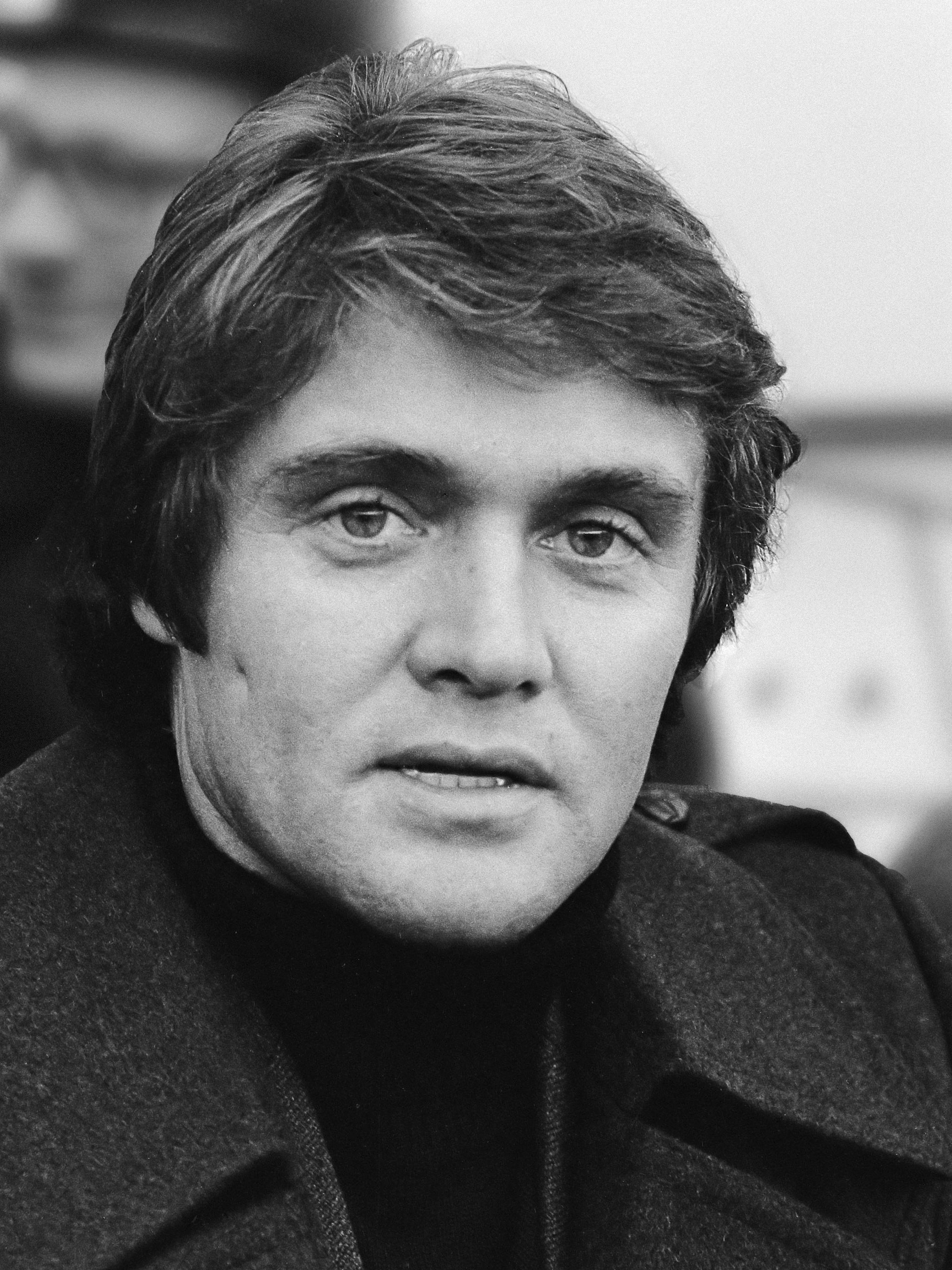
Friedel Rausch (1940–2017)

- Rausch, Friedhelm (1931–2003), deutscher Polizeioffizier und General der Volkspolizei
- Rausch, Götz Olaf (1921–1992), deutscher Schauspieler und Regisseur
- Rausch, Günter (* 1952), deutscher Sozialarbeitswissenschaftler
- Rausch, Günther (1909–1964), deutscher SS-Offizier in der Einsatzgruppe B
- Rausch, Hans-Georg (1915–1993), deutscher Pfarrer, inoffizieller Mitarbeiter des MfS
- Rausch, Heinz-Volker (1940–1999), deutscher Politikwissenschaftler und Hochschullehrer
- Rausch, Helke (* 1969), deutsche Historikerin
- Rausch, Helmut (1936–2013), deutscher Unternehmer und Kunsthistoriker
- Rausch, Heribert (* 1942), Schweizer Rechtswissenschafter und Pionier des Umweltrechts
- Rausch, Irma Jakowlewna (* 1938), sowjetische Schauspielerin und Regisseurin
- Rausch, James Steven (1928–1981), US-amerikanischer Geistlicher, römisch-katholischer Bischof von Phoenix
- Rausch, Jean-Marie (1929–2024), französischer Unternehmer und Politiker
- Rausch, Jochen (* 1956), deutscher Journalist
- Rausch, Jonah (* 1990), deutscher Schauspieler und Synchronsprecher
- Rausch, Jürgen (* 1961), deutscher Bildungs- und Sozialwissenschaftler
- Rausch, Karin (* 1949), deutsche Übersetzerin
- Rausch, Karl Julius (1844–1911), deutscher Pfarrer, Mitglied des Provinziallandtages der Provinz Hessen-Nassau
- Rausch, Karl-Friedrich (* 1951), deutscher Manager
- Rausch, Konstantin (* 1990), deutsch-russischer FußballspielerKonstantin Rausch (* 1990)

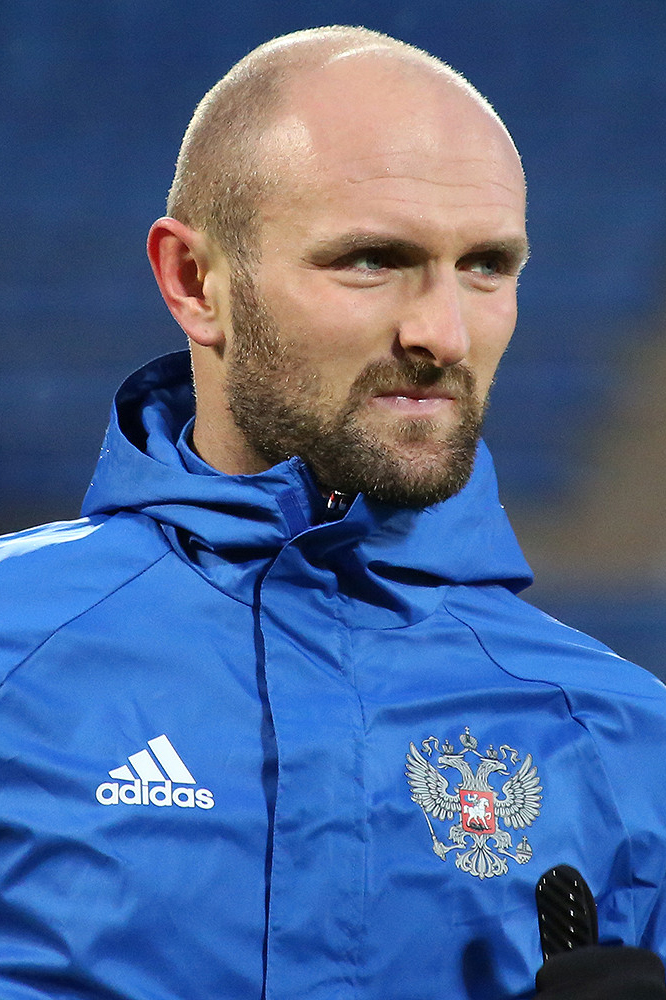
Konstantin Rausch (* 1990)

- Rausch, Leonhard (1813–1895), deutscher Landschaftsmaler und Kupferstecher
- Rausch, Lotte (1911–1995), deutsche Schauspielerin
- Rausch, Maxim (* 2003), deutscher Eishockeyspieler
- Rausch, Nicolas (1900–1977), luxemburgischer Radrennfahrer
- Rausch, Nina (* 1982), deutsche Schauspielerin
- Rausch, Olaf (* 1960), deutscher Theaterschaffender und -schauspieler
- Rausch, Otto (1923–2000), Schweizer Bildhauer, Maler, Grafiker und Kunstpädagoge
- Rausch, Otto (1929–2022), deutscher Architekt
- Rausch, Peter von (1793–1865), deutscher Porträtmaler und Lithograph
- Rausch, Ralf (* 1964), deutscher Badmintonspieler
- Rausch, Randolf (* 1950), deutscher Geologe
- Rausch, Renate (1930–2007), deutsche Soziologin
- Rausch, Robert L. (1921–2012), US-amerikanischer Parasitologe, Mammaloge und Veterinärmediziner
- Rausch, Roman (* 1961), deutscher Schriftsteller
- Rausch, Rudolf (1906–1984), deutscher Landespolitiker (KPD, SED)
- Rausch, Thomas (* 2000), deutscher Fußballspieler
- Rausch, Tobias (* 1972), deutscher Theaterregisseur und Autor
- Rausch, Tobias (* 1990), deutscher Politiker (AfD), MdL
- Rausch, Ulrich (* 1965), deutscher Zauberkünstler
- Rausch, Viktor (1904–1985), deutscher Bahnradfahrer
- Rausch, Walter (1928–2022), österreichischer Kakteenspezialist
- Rausch, Wilhelm (1793–1845), Gastwirt und Landtagsabgeordneter Großherzogtum Hessen
- Rausch, Wilhelm (1927–2019), österreichischer Historiker
- Rausch, Willi (1936–2015), deutscher Politiker (SPD), MdL
- Rausch, Willibald (1835–1900), bayerischer Lehrer und Abgeordneter
- Rausch, Wolfgang (1947–2025), deutscher Fußballspieler
- Rauscha, Julie (1878–1926), österreichische Politikerin (SDAP), Abgeordnete zum Nationalrat
- Rausche, Susi (1925–2015), deutsche Rudersportlerin
- Rausche, Theodor (1807–1849), deutscher Kupferstecher
- Räuschel, Jürgen (1936–2005), deutscher Wirtschaftsjournalist und Verleger
- Rauschelbach, Heinrich (1888–1978), deutscher Astronom und Feinmechaniker
- Rauschen, Gerhard (1854–1917), katholischer Theologe, Kirchenhistoriker, Patrologe und Schulmann
- Rauschen, Karin (* 1940), deutsche Schlagersängerin
- Rauschenbach, Axel (* 1967), deutscher EiskunstläuferAxel Rauschenbach (* 1967)

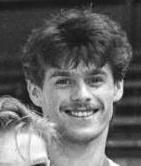
Axel Rauschenbach (* 1967)

- Rauschenbach, Bernd (* 1952), deutscher Literaturwissenschaftler und Schriftsteller
- Rauschenbach, Boris Wiktorowitsch (1915–2001), russischer Physiker, Begründer der sowjetischen Raumfahrt
- Rauschenbach, Brigitte (1943–2018), deutsche Philosophin, Politologin und Feministin
- Rauschenbach, Claudia (* 1984), deutsche Eiskunstläuferin
- Rauschenbach, Erich (* 1944), deutscher Cartoonist
- Rauschenbach, Gerhard (1910–1985), deutscher Jurist
- Rauschenbach, Hans-Joachim (1923–2010), deutscher Sportreporter
- Rauschenbach, Hartmut (* 1950), deutscher Fußballspieler
- Rauschenbach, Hildegard (1926–2010), deutsche Schriftstellerin
- Rauschenbach, Johannes (1815–1881), Schweizer Industriepionier
- Rauschenbach, Olaf (* 1970), deutscher Schauspieler, Regisseur und Produzent
- Rauschenbach, Sina (* 1971), deutsche Religionswissenschaftlerin
- Rauschenbach, Thomas (* 1952), deutscher Erziehungswissenschaftler
- Rauschenberg, Friedrich Wilhelm (1853–1935), deutscher Architekt
- Rauschenberg, Reinhard (1879–1953), deutscher Gewerkschafter und Politiker (SPD)
- Rauschenberg, Robert (1925–2008), US-amerikanischer Maler und ObjektkünstlerRobert Rauschenberg (1925–2008)

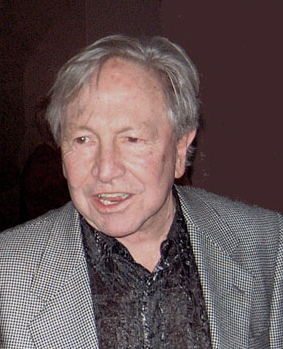
Robert Rauschenberg (1925–2008)

- Rauschenberger, Walther (1880–1952), deutscher Bibliothekar
- Rauschenbeutel, Arno (* 1971), deutscher Physiker
- Rauschenbusch, Andrea (* 1959), deutsche Kommunikationsdesignerin, Gestalterin und Hochschullehrerin
- Rauschenbusch, August (1816–1899), deutscher baptistischer Theologe
- Rauschenbusch, August Ernst (1777–1840), deutscher lutherischer Geistlicher
- Rauschenbusch, Helmut (1894–1980), deutscher Bankier und Verleger
- Rauschenbusch, Walter (1861–1918), amerikanischer baptistischer Theologe und Begründer des Social Gospel
- Rauschenplat, Caroline von (1823–1892), deutsche Stifterin
- Rauschenplat, Johann Ernst Arminius von (1807–1868), deutscher Revolutionär und Freiheitskämpfer
- Rauschenplat, Ludolf († 1557), Bürgermeister von Göttingen
- Rauscher auf Weeg, Edwin von (1852–1924), bayerischer Generalleutnant
- Rauscher von Stainberg, Ernst (1834–1919), österreichischer Schriftsteller
- Räuscher, Alexander (* 1970), deutscher Politiker (CDU), MdL
- Rauscher, Andreas (* 1978), österreichischer Fußballspieler
- Rauscher, Anton (1928–2020), deutscher Ordensgeistlicher und Sozialethiker
- Rauscher, Arno (1874–1950), preussischer Verwaltungsjurist, Staatsrat und Oberbürgermeister von Potsdam (1924–1933)
- Rauscher, Brigitte (* 1961), deutsche Kirchenmusikerin
- Rauscher, Bruno (1931–2013), deutscher Jurist und Richter am Bundessozialgericht
- Rauscher, Christina († 1618), schwäbische Frau, zunächst als Hexe verfolgt, später Regierungskommissarin gegen Justizvergehen
- Rauscher, Doris (* 1967), deutsche Politikerin (SPD)
- Rauscher, Erwin (* 1950), österreichischer Schulentwickler, Lehrer und Hochschullehrer
- Rauscher, Fraa, deutsches Stadtoriginal in Frankfurt am MainFraa Rauscher

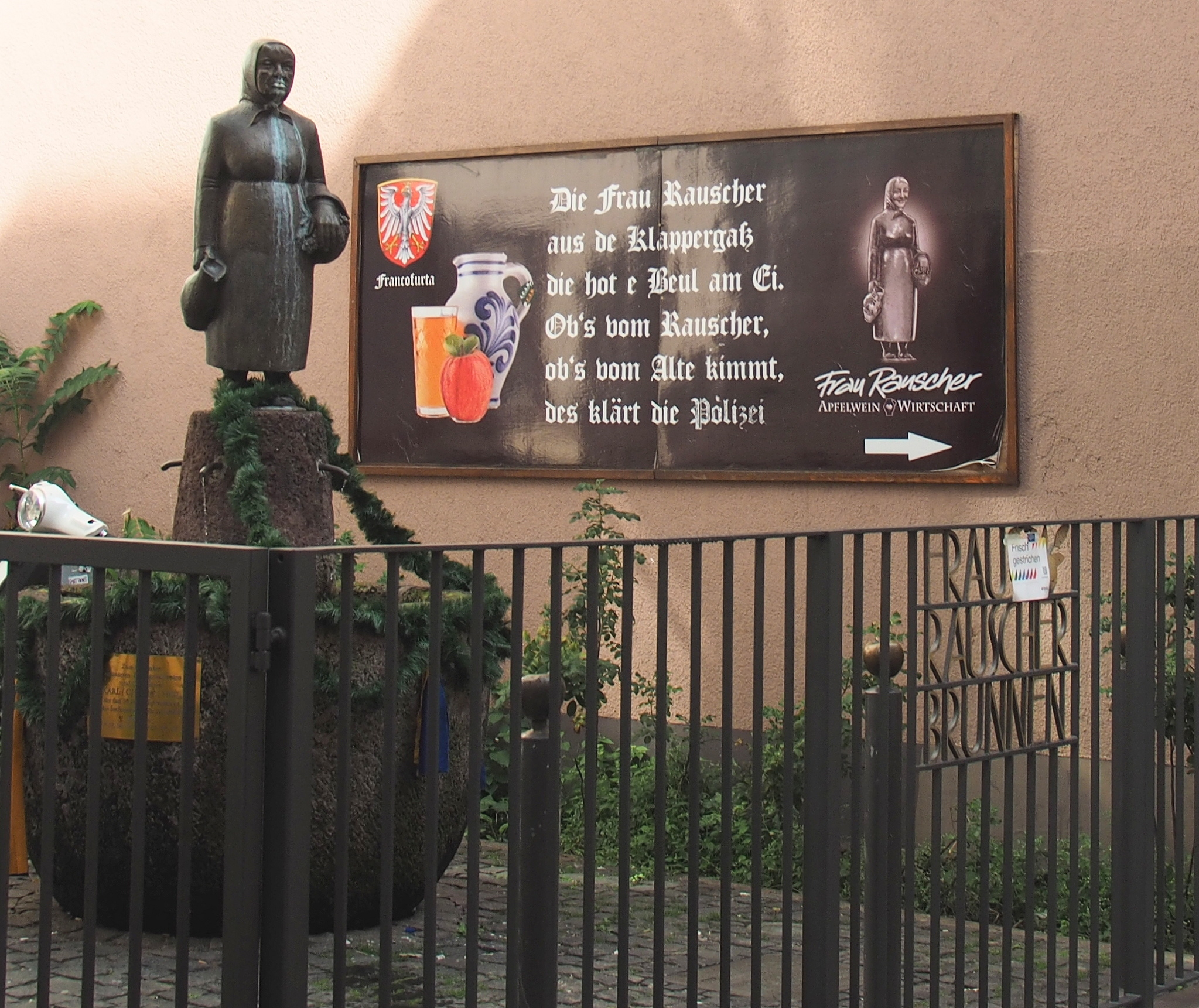
Fraa Rauscher

- Rauscher, Franz (1885–1962), österreichischer Politiker (SPÖ, KPÖ), Landesrat und Landtagsabgeordneter von Vorarlberg
- Rauscher, Franz (1900–1988), österreichischer Politiker (SPÖ), Abgeordneter zum Nationalrat
- Rauscher, Franz Anton († 1777), deutscher Maler des Rokokos
- Rauscher, Friedrich Johann Georg (1790–1856), deutscher Landschaftsmaler und Kunstpädagoge
- Rauscher, Gabriele (* 1970), deutsche Freestyle-Skierin
- Rauscher, Hanns (1897–1961), deutscher politischer Aktivist und SA-Führer
- Rauscher, Hans (* 1944), österreichischer Journalist und Buchautor
- Rauscher, Hans-Dieter (* 1940), deutscher Karate-Pionier
- Rauscher, Heinrich (1891–1960), österreichischer Pädagoge, Schuldirektor und Heimatforscher
- Rauscher, Heinrich, deutscher Heimatkundler
- Rauscher, Hieronymus († 1569), evangelisch-lutherischer Theologe
- Rauscher, Isabel (* 1959), österreichische Diplomatin
- Rauscher, Jacob (1771–1834), niederländischer Militärmusiker und Komponist deutscher Herkunft
- Rauscher, Johann Albrecht Friedrich (1754–1808), deutscher Landschaftsmaler und Radierer
- Rauscher, Johann Martin (1592–1655), deutscher Theologe und Professor der Eloquenz
- Räuscher, Josef (1889–1937), deutsch-österreichischer Journalist und Radiopionier
- Rauscher, Joseph Othmar von (1797–1875), Erzbischof von WienJoseph Othmar von Rauscher (1797–1875)

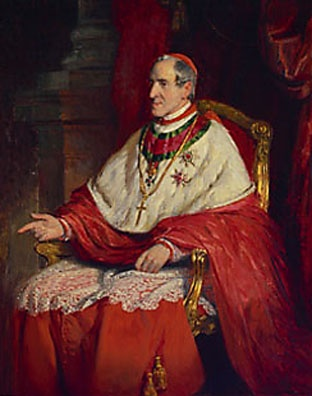
Joseph Othmar von Rauscher (1797–1875)

- Rauscher, Klaus (* 1949), deutscher Manager, Vorstandsmitglied von Vattenfall AB, Stockholm
- Rauscher, Manfred (1904–1988), Schweizer Ingenieur
- Rauscher, Max (1860–1895), Domkapellmeister in Regensburg
- Rauscher, Max (* 1940), österreichischer Politiker (SPÖ)
- Rauscher, Othmar (1919–1995), österreichischer Zisterzienser, Abt des Stiftes Schlierbach
- Rauscher, Peter (* 1970), deutscher Historiker
- Rauscher, Simon (* 2002), deutscher Fußballspieler
- Rauscher, Thomas, deutscher Synchronsprecher
- Rauscher, Thomas (* 1955), deutscher Jurist und Hochschullehrer, Professor an der Universität Leipzig
- Rauscher, Ulrich (1884–1930), deutscher Journalist, Autor und Diplomat
- Rauscher, Walter (* 1962), österreichischer Historiker
- Rauschert, Philipp (* 1801), Landtagsabgeordneter Großherzogtum Hessen
- Rauschhardt, Werner (1949–2019), deutscher Bildhauer und Restaurator
- Rauschhuber, Luis (1904–1973), deutscher Bildhauer
- Rauschke, Christoph Alexander von (1652–1725), Oberburggraf in Preußen
- Rauschkolb, Jaqueline (* 1987), deutsche Politikerin (SPD), MdL
- Rauschmayr, Magnus (1875–1928), deutscher Politiker (BB), MdR
- Rauschmeier, Andreas (* 1970), österreichischer Skispringer
- Rauschnabel, Hans (1895–1957), deutscher Lehrer und NSDAP-Funktionär
- Rauschnick, Gottfried Peter (1778–1835), deutscher Schriftsteller
- Rauschning, Dietrich (1931–2023), deutscher Völkerrechtler
- Rauschning, Erika (1923–2015), deutsche Malerin, Lyrikerin, Modedesignerin und Autorin
- Rauschning, Frank (* 1962), deutscher Boxer
- Rauschning, Georg (1876–1956), preußischer Verwaltungsjurist und Landrat
- Rauschning, Hermann (1887–1982), deutscher Musikwissenschaftler und Politiker (NSDAP)Hermann Rauschning (1887–1982)

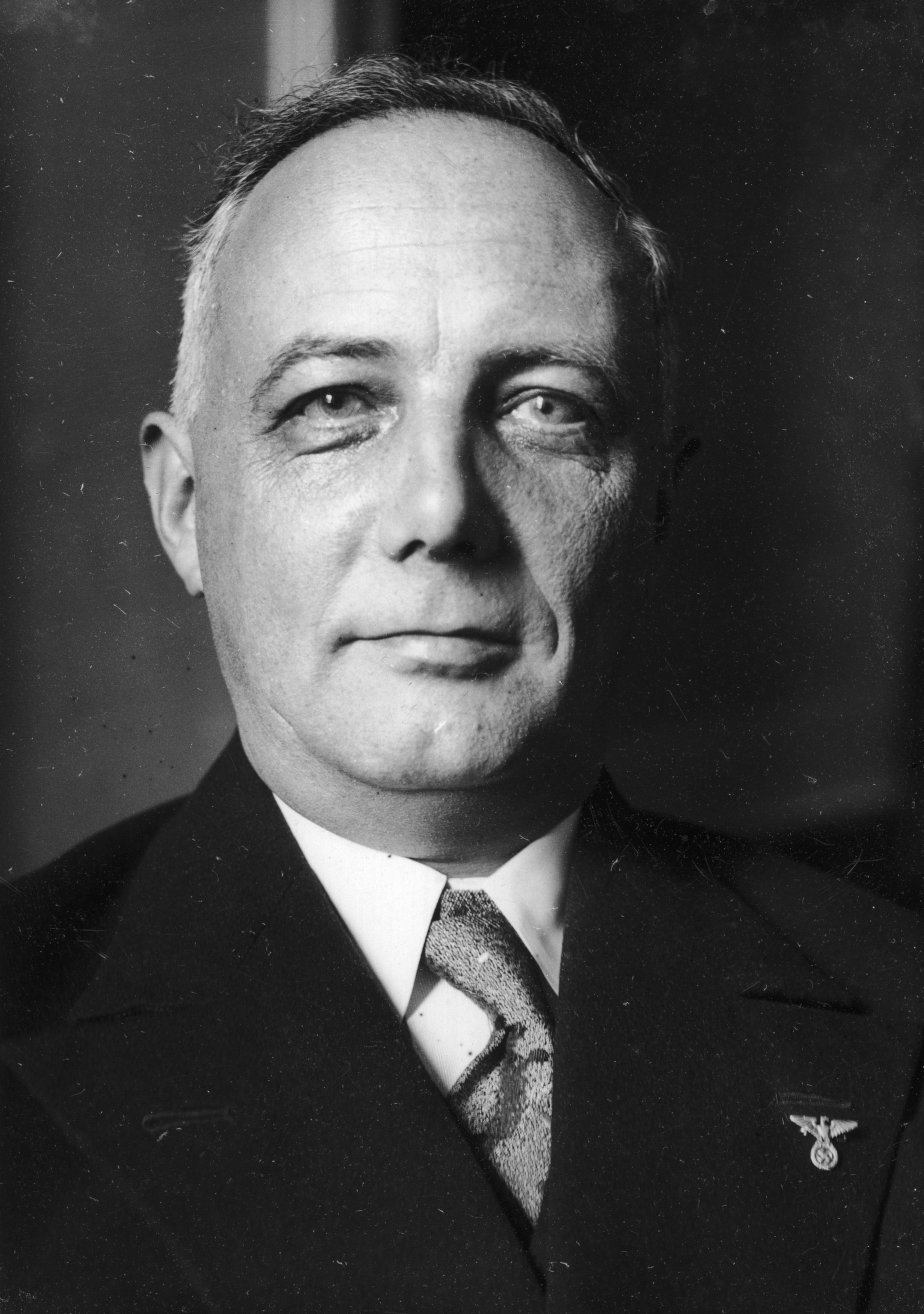
Hermann Rauschning (1887–1982)

- Rauschning-Asher, Edith (1904–1973), deutsche Rechtsanwältin und Politikerin (CDU), MdHB
- Rauschtenberger, Dietrich (* 1939), deutscher Autor, Schauspieler und Jazzmusiker
- Rausek, John (* 1969), deutscher Komponist
- Rausenberger, Fritz (1868–1926), deutscher Waffentechniker
- Rauser, Hermann (1871–1920), deutscher Verwaltungsbeamter
- Rauser, Thorsten (* 1972), deutscher Multimedia-Unternehmer, Pionier der Computerwerbespiele-Branche
- Rauser, Wsewolod Alfredowitsch (1908–1941), russischer Schachmeister
- Rauser-Tschernoussowa, Dagmara Maximilianowna (1895–1996), russische bzw. sowjetische Mikropaläontologin
- Raushan, Aniq (* 2003), singapurischer Fußballspieler
- Rausher, Mark D. (* 1951), US-amerikanischer Biologe
- Rausimod († 322), spätantiker Anführer der terwingischen Goten
- Rausing, Birgit (* 1924), schwedische Kunsthistorikerin und Unternehmerin
- Rausing, Hans (1926–2019), schwedischer Unternehmer und Sohn des Tetra-Pak-Gründers Ruben RausingHans Rausing (1926–2019)

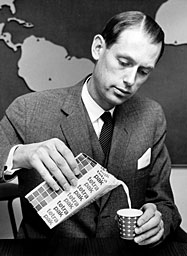
Hans Rausing (1926–2019)

- Rausing, Lisbet (* 1960), schwedische Wissenschaftshistorikerin
- Rausing, Ruben (1895–1983), schwedischer Erfinder und Unternehmer
- Rausing, Sigrid (* 1962), schwedische Anthropologin, Verlegerin, Philanthropin und Autorin
- Rausis, Igor (1961–2024), tschechischer Schachgroßmeister
- Rauskala, Iris (* 1978), österreichische Wirtschaftswissenschafterin, Spitzenbeamtin und Politikerin
- Rauskolb, Diethard (1943–2018), deutscher Jurist, Berliner Staatssekretär
- Rausmüller, Jakob Friedrich (1767–1846), badischer Landtagsabgeordneter
- Rausnitz, Alfred (1876–1956), österreichischer Landeshauptmann des Burgenlandes
- Rauss, Georg († 1762), deutscher lutherischer Pfarrer im Königreich Polen
- Rauss, Johannes (1778–1833), deutsch-mexikanischer Gutsbesitzer und Unternehmer
- Raussendorf, Friedrich von, katholischer Geistlicher, erster Pfarrer der Kirchgemeinde Spremberg
- Raußendorf, Robert (* 1973), deutscher Physiker mit Wirkungsort Kanada
- Raussendorff, Klaus von (* 1936), deutscher Diplomat der Bundesrepublik und Spion der DDR-Staatssicherheit
- Rausseo, Benjamín (* 1961), venezolanischer Entertainer und Unternehmer
- Rausser, Edwin (1925–2016), Schweizer Architekt
- Rausser, Fernand (1926–2016), Schweizer Fotograf

### Raut
- Raut, Barsha (* 1993), nepalesische Schauspielerin und Model
- Raut, Punam (* 1989), indische Cricketspielerin
- Rautakallio, Pekka (* 1953), finnischer Eishockeyspieler und -trainer
- Rautala, Sanni (* 1987), finnische Badmintonspielerin
- Rautanen, Martti (1845–1926), finnischer Missionar
- Rautanen, Tuula (* 1942), finnische Sprinterin und Weitspringerin
- Rautavaara, Einojuhani (1928–2016), finnischer KomponistEinojuhani Rautavaara (1928–2016)

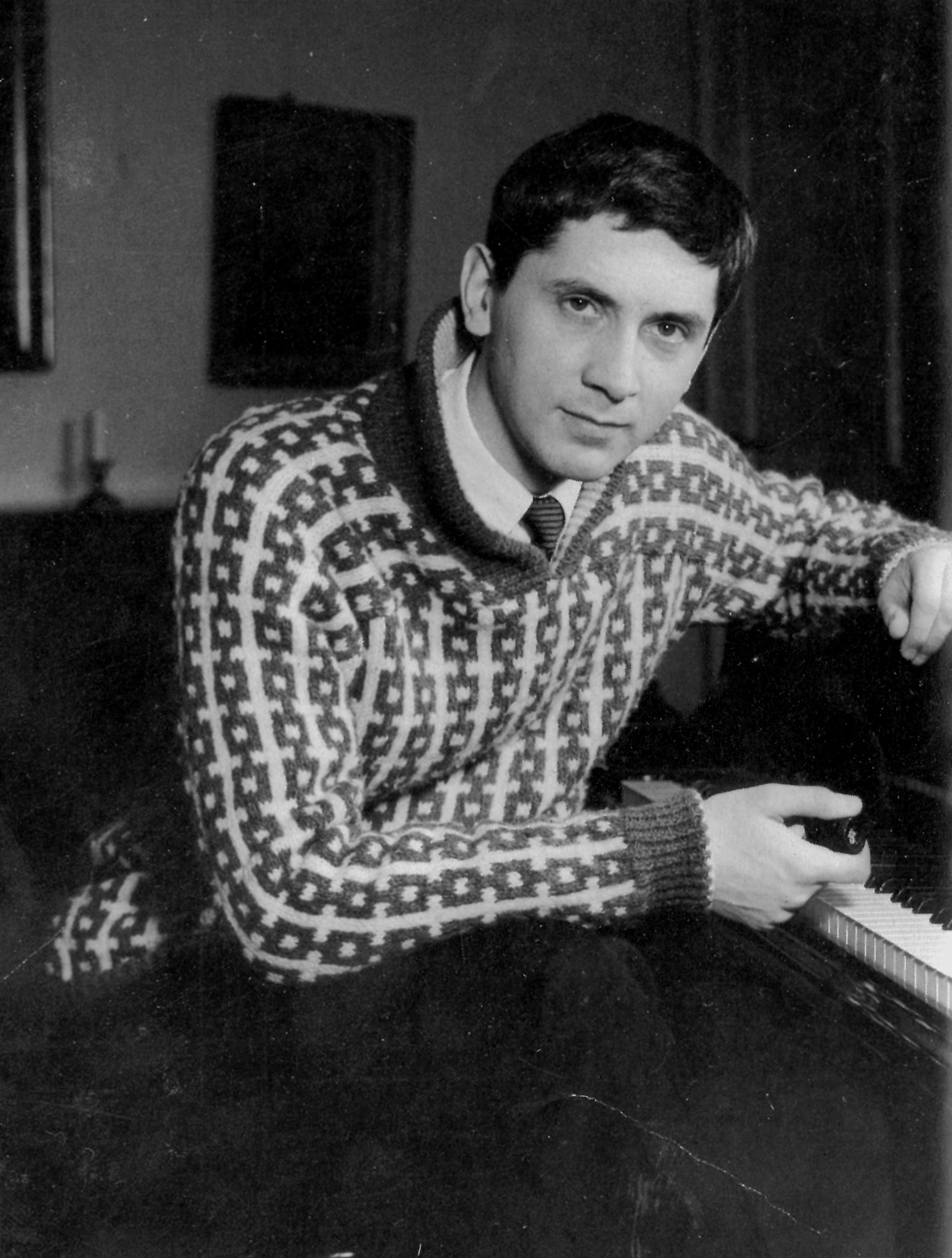
Einojuhani Rautavaara (1928–2016)

- Rautavaara, Tapio (1915–1979), finnischer Leichtathlet, Musiker und Schauspieler
- Rautawaara, Aulikki (1906–1990), finnische Opernsängerin (Sopran)
- Rautberg, Josef (1884–1966), deutscher Politiker (LDP/FDP)
- Raute, Bruno (1865–1943), deutscher Buchdrucker und Journalist
- Raute, Gustav (1859–1946), deutscher Politiker (SPD, USPD), MdR
- Raute, Karl (1910–1989), deutscher Politiker (SPD), MdL
- Rautee, Mikko (* 1979), finnischer Eishockeyspieler und -trainer
- Rautek, Franz (1902–1989), österreichischer Jiu-Jitsu-Lehrer und Erfinder des Rautek-Griffes
- Rautelin, Stina (1963–2023), finnische Schauspielerin
- Rautenbach, Conrad (* 1984), simbabwischer Rallyefahrer
- Rautenbach, Hanna (1889–1981), deutsche Politikerin (KPD), MdL
- Rautenbach, Robert (1931–2000), deutscher Ingenieur und Professor für Verfahrenstechnik
- Rautenberg, Arne (* 1967), deutscher Schriftsteller und KünstlerArne Rautenberg (* 1967)

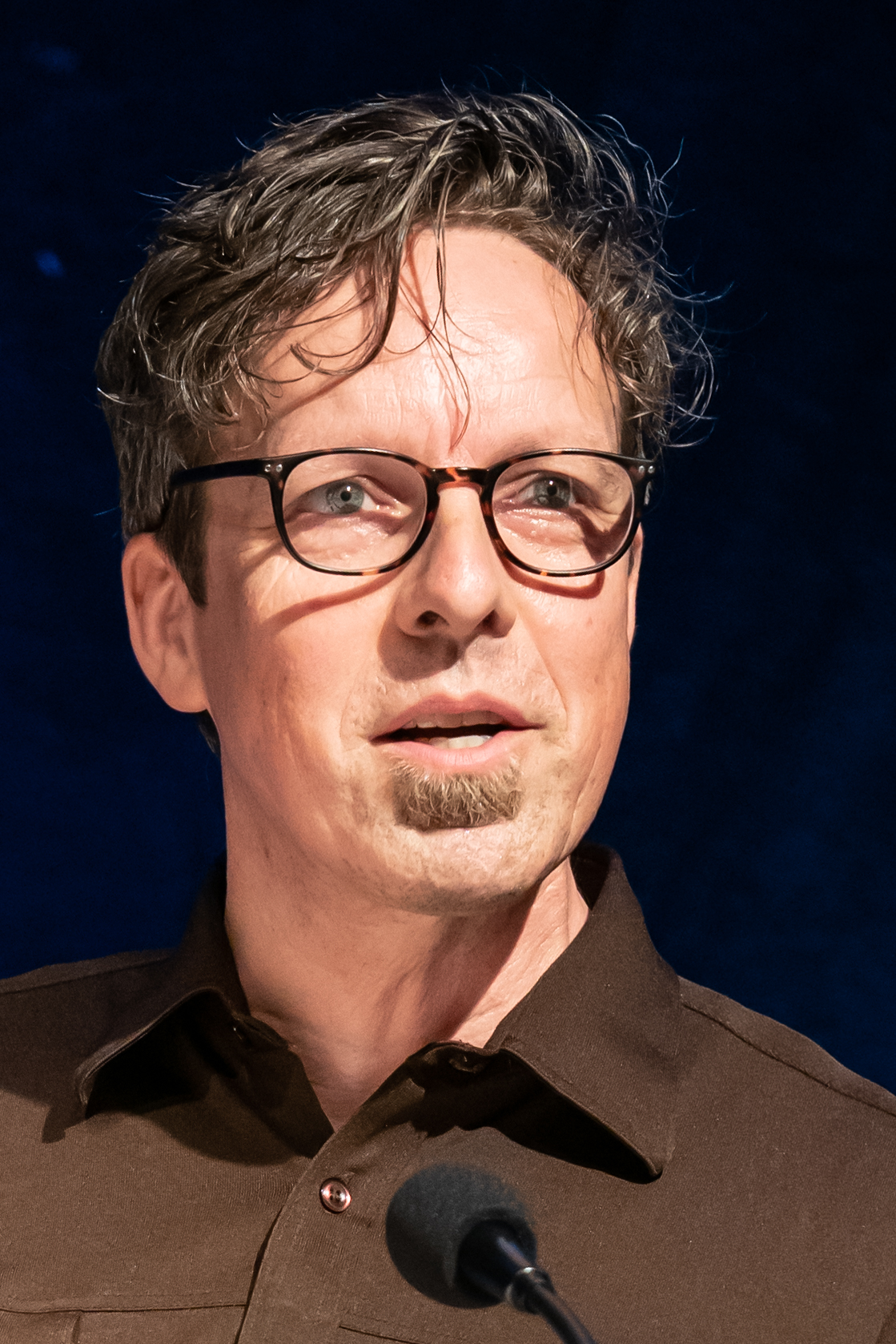
Arne Rautenberg (* 1967)

- Rautenberg, August (1886–1957), deutscher Politiker (SPD), MdL
- Rautenberg, Birgit (* 1969), deutsche Fotografin
- Rautenberg, Christian Friedrich (1906–1979), deutscher Maler und Zeichner
- Rautenberg, Eire (* 1956), deutsche Schriftstellerin
- Rautenberg, Erardo Cristoforo (1953–2018), deutscher Jurist, Generalstaatsanwalt des Bundeslandes Brandenburg
- Rautenberg, Gerhard (1905–1982), deutscher Verlagsbuchhändler in Königsberg und Leer
- Rautenberg, Hans-Werner (1938–2009), deutscher Historiker
- Rautenberg, Hulda (1913–2002), deutsche Lehrerin, Sekretärin, Journalistin und Autorin
- Rautenberg, Johann Wilhelm (1791–1865), deutscher Theologe
- Rautenberg, Juliane (* 1966), deutsche Schauspielerin
- Rautenberg, Kai (1939–2013), deutscher Jazzmusiker (Piano, Orgel) und Komponist
- Rautenberg, Karl Ludwig Michael (1829–1896), preußischer Generalmajor
- Rautenberg, Manfred (* 1942), deutscher Fußballspieler in Magdeburg und Babelsberg
- Rautenberg, Michael (* 1988), deutscher Schauspieler
- Rautenberg, Oliver, deutscher Journalist
- Rautenberg, Stefan Alexander (* 1967), deutscher Zauberkünstler und Autor
- Rautenberg, Ursula (* 1953), deutsche Buchwissenschaftlerin
- Rautenberg, Werner (1935–2023), deutscher Tennisspieler
- Rautenberg, Wilhelm (1809–1889), deutscher Jurist und Rechtsanwalt
- Rautenberg, Wolfgang (1936–2011), deutscher Mathematiker
- Rautenberg-Garczynski, Paul von (* 1857), Weltreisender und Autor von Reiseberichten
- Rautenberg-Klinski, Michael von (1808–1884), deutscher Politiker und Deputierter für Danzig im Preußischen Abgeordnetenhaus in Berlin (1849–1855)
- Rautenburg, Hans-Werner (1924–2013), deutscher Mediziner und Hochschullehrer
- Rautenbusch, Wilhelm (1806–1880), Landrat
- Rautenfeld, Arndt von (1906–1996), deutscher Kameramann
- Rautenfeld, Harald von (1893–1975), baltendeutscher Journalist
- Rautenfeld, Johann Georg Berens von (1741–1805), russischer Generalleutnant
- Rautenfeld, Klaus von (1909–1982), deutscher Kameramann
- Rautenfeld, Paul von (1865–1957), Schweizer Beamter, Ethnologe und Zoologe
- Rautenkranz, Carol von, deutscher Unternehmer
- Rautenkranz, Chris von, Musikproduzent
- Rautenkranz, Hermann von (1883–1973), deutscher Unternehmer
- Rautenstein, Julius Ernst, deutscher Organist und Komponist
- Rautenstrauch, Adele (1850–1903), deutsche Mäzenatin und Stifterin
- Rautenstrauch, Claus (1961–2008), deutscher Wirtschaftsinformatiker
- Rautenstrauch, Ekkehart (1941–2012), deutsch-französischer Künstler
- Rautenstrauch, Franz Stephan (1734–1785), österreichischer Benediktinerabt und katholischer Theologe
- Rautenstrauch, Johann (1746–1801), österreichischer Satiriker
- Rautenstrauch, Valentin (1832–1884), Trierer Kaufmann und Politiker
- Rautenstrauch, Wilhelm (1791–1858), deutscher Kaufmann und Politiker
- Rautenstrauch, Wilhelm (1838–1896), deutscher Kaufmann und Politiker
- Rautenstrauch, Wilhelm (1862–1947), deutscher Politiker (DDP, DStP, LP, FDP), MdL
- Rauter, Bernadette (* 1949), österreichische Skirennläuferin
- Rauter, David (1848–1938), österreichischer Jurist und Schriftsteller
- Rauter, Dietmar (* 1973), österreichischer Politiker (FPÖ, BZÖ), Landtagsabgeordneter in Kärnten
- Rauter, Ernst Alexander (1929–2006), österreichischer Schriftsteller
- Rauter, Evi (1971–1990), italienische Studentin
- Rauter, Felix (1841–1910), deutscher Kaufmann, Mäzen und Stadtverordneter der Stadt Essen
- Rauter, Ferdinand (1902–1987), österreichischer Pianist, Dirigent und Pädagoge
- Rauter, Hanns Albin (1895–1949), österreichischer Politiker (NSDAP), MdR, General der Waffen-SS, HSSPF der besetzten NiederlandeHanns Albin Rauter (1895–1949)

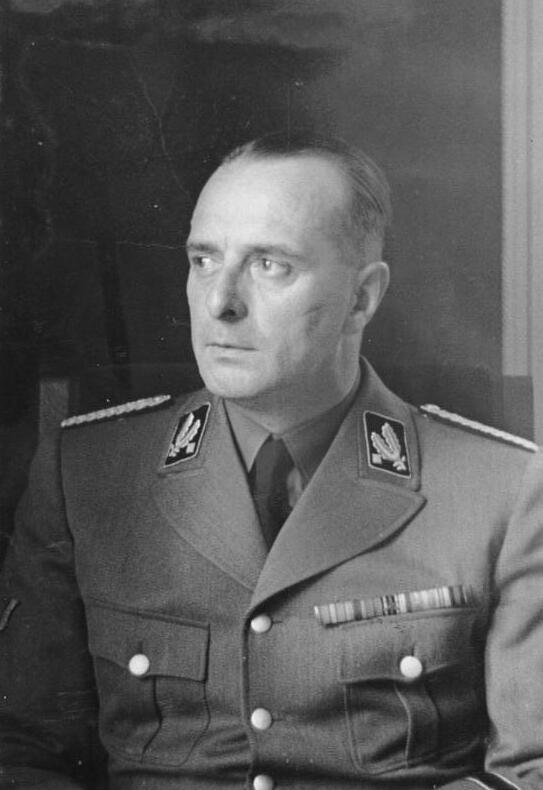
Hanns Albin Rauter (1895–1949)

- Rauter, Herbert (1930–1986), deutscher Anglist
- Rauter, Herbert (* 1982), österreichischer Fußballspieler und -trainer
- Rauter, Konrad (1907–2001), deutscher Verwaltungsinspektor und Politiker (CSU), MdL Bayern
- Rauter, Magdalena (* 2006), österreichische Stabhochspringerin
- Rauter, Max (* 2004), österreichischer Fußballspieler
- Rauter, Oskar (1840–1913), deutscher Unternehmer
- Rauter, Wolfgang (* 1954), österreichischer Richter und Politiker (FPÖ), Landtagsabgeordneter
- Rauterberg, Eduard (1898–1977), deutscher Agrikulturchemiker
- Rauterberg, Gustav (1892–1972), deutscher evangelischer Geistlicher und Autor
- Rauterberg, Hanno (* 1967), deutscher Journalist und Kritiker
- Rauterkus, Marita (* 1942), deutsche Politikerin (SPD), MdL
- Rautert, Friedrich Wilhelm (1783–1858), deutscher Jurist und Schriftsteller
- Rautert, Miriam (* 1996), deutsches Model und Schönheitskönigin
- Rautert, Neville (* 1982), deutsch-kanadischer Eishockeyspieler
- Rautert, Timm (* 1941), deutscher FotografTimm Rautert (* 1941)

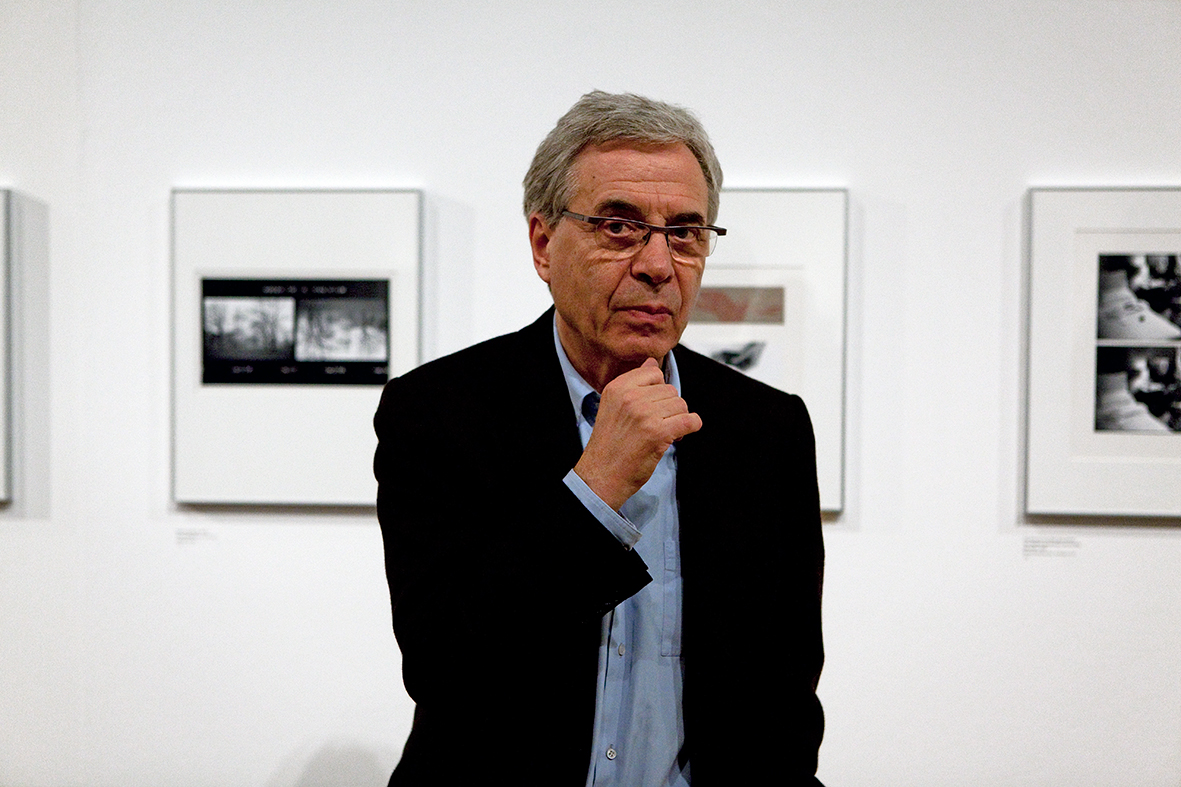
Timm Rautert (* 1941)

- Rauth, Arthur (1922–2016), österreichischer Politiker (ÖVP), Landtagsabgeordneter zum Vorarlberger Landtag
- Rauth, Berthold (* 1958), deutscher Hockeytrainer und -spieler
- Rauth, Leo (1884–1913), deutscher Maler und Grafiker
- Rauth, Otto (1862–1922), deutscher Maler
- Rauth, Otto (1881–1967), deutscher Jurist, Publizist und Vorsitzender der Mazdaznan-Bewegung
- Rauth, Peter (1828–1896), österreichischer Porträtmaler
- Rauther, Max (1879–1951), deutscher Zoologe
- Rauti, Pino (1926–2012), italienischer Politiker, Mitglied der Camera dei deputatiPino Rauti (1926–2012)

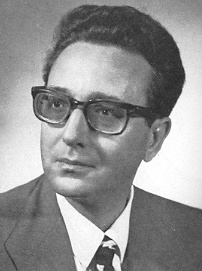
Pino Rauti (1926–2012)

- Rautiainen, Jutta (* 1964), finnische Fußballspielerin
- Rautiainen, Pasi (* 1961), finnischer Fußballspieler und -trainer
- Rautiainen, Pentti (1935–1995), finnischer Boxer
- Rautiainen, Satu (* 1988), finnische Biathletin
- Rautiainen, Timo (* 1963), finnischer Sänger und Gitarrist
- Rautie (* 1968), deutscher Comic-Zeichner
- Rautins, Andy (* 1986), kanadischer Basketballspieler
- Rautins, Leo (* 1960), kanadischer Basketballspieler
- Rautio, Erkki (* 1931), finnischer Violoncellist
- Rautio, Karl (1889–1963), karelischer sowjetischer Komponist, Musiklehrer und Dirigent
- Rautio, Maria (* 1957), schwedische Skilangläuferin
- Rautio, Martti (1935–2017), kanadischer Skilangläufer
- Rautio, Ron (1968–2005), kanadischer Skispringer
- Rautio, Valle (1921–1973), finnischer Leichtathlet
- Rautiola, Antti (* 1988), finnischer Eishockeytorwart
- Rautiola, Eero (1921–2010), finnischer Skilangläufer
- Rautionaho, Esko (* 1950), finnischer Skispringer
- Rautionaho, Jenny (* 1996), finnische Skispringerin
- Rautmann, Adolf (1869–1937), deutscher Spaßmacher
- Rautmann, Hugo (1879–1956), Veterinärmediziner
- Rautmann, Klaus (* 1941), deutscher Gartenbaudirektor
- Rautner, Roman (1925–2001), österreichischer Politiker (SPÖ), Landtagsabgeordneter, Stadtrat in Wien
- Rautter, Carl Friedrich von (1698–1758), preußischer Generalmajor und Chef des Infanterie-Regiments Nr. 4
- Rautter, Luise Katharina von (1650–1703), preußische Unternehmerin und Großgrundbesitzerin
- Răutu, Colea (1912–2008), rumänischer SchauspielerColea Răutu (1912–2008)

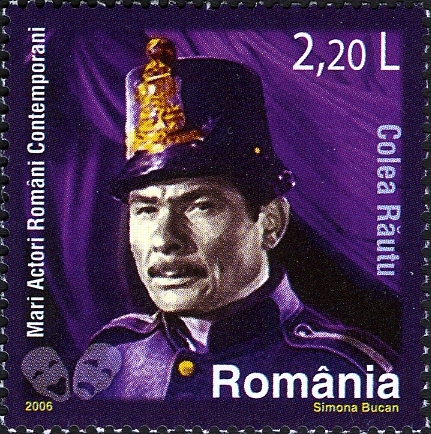
Colea Răutu (1912–2008)

- Răutu, Leonte (1910–1993), rumänischer Politiker (PCR)
- Rautzenberg, Paul (1899–1969), deutscher Bildhauer

### Rauw
- Rauw Alejandro (* 1993), puerto-ricanischer Latin-Pop-SängerRauw Alejandro (* 1993)

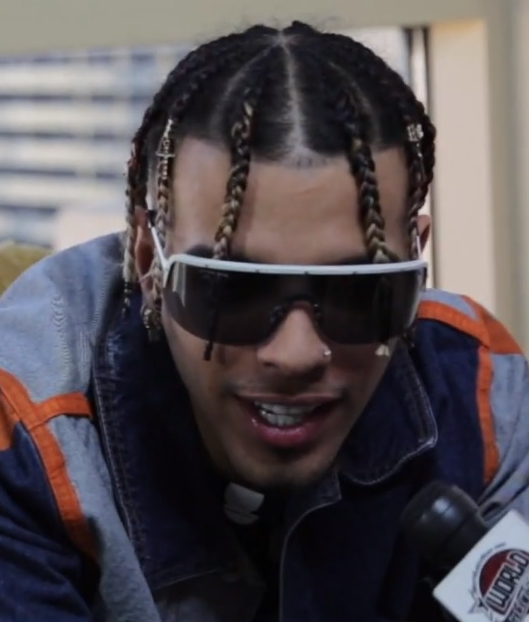
Rauw Alejandro (* 1993)

- Rauw, Bernd (* 1980), belgischer Fußballspieler
- Rauw, Johannes († 1600), deutscher Kosmograph, Theologe und Komponist
- Rauwenhoff, Lodewijk Willem Ernst (1828–1889), niederländischer reformierter Theologe und Kirchenhistoriker
- Rauwenhoff, Nicolaas Wilhelm Pieter (1826–1909), niederländischer Biologe
- Rauwerda, Annie (* 1999), amerikanische Internet-Persönlichkeit, Journalistin und Komikerin
- Rauwolf, Leonhard († 1596), deutscher Botaniker und Arzt
- Rauwolf, Louis (1929–2003), deutscher Karikaturist

### Raux
- Raux Yao, Serge-Philippe (* 1999), französischer Fußballspieler
- Raux, Corinne (* 1976), französische Duathletin, Triathletin und Langstreckenläuferin
- Raux, Damien (* 1984), französischer Eishockeyspieler
- Rauxloh, Kurt (1906–1952), deutscher KZ-Aufseher, Mitarbeiter der Häftlingsschneiderei des KZ Ravensbrück

### Rauz
- Rauze, Marianne (1875–1964), französische Journalistin und Feministin
- Rauzy, Gérard (1938–2010), französischer Mathematiker
- Rauzzini, Venanzio (1746–1810), italienischer Opernsänger (Sopran/Kastrat), Pianist, Komponist und Gesangspädagoge